# Opération Badr (1973)
Vous lisez un « article de qualité » labellisé en 2011.
Pour les articles homonymes, voir Opération Badr.
Guerre du Kippour
Batailles
- Opération Badr (1973)
- Bataille aérienne d'Ofira
- Première bataille du Mont Hermon
- Bataille de Lattaquié
- Deuxième bataille du Mont Hermon
- Bataille de Damiette (1973)
- Bataille aérienne d'El Mansoura
- Troisième bataille du Mont Hermon

L'opération Badr (عملية بدر ; Amaliyat Badr), ou le plan Badr (خطة بدر ; Khutat Badr), est une opération militaire lancée par l'Égypte le 6 octobre 1973 avec pour objectif la reconquête d'une partie du désert du Sinaï grâce à une traversée du canal de Suez et la prise des fortifications israéliennes de la ligne Bar-Lev. Elle est lancée en parallèle avec une offensive syrienne sur le plateau du Golan, et marque ainsi le début de la guerre israélo-arabe de 1973.
L'opération est précédée d'exercices d'entraînement à partir de 1968, d'une planification opérationnelle à compter de septembre 1971 et d'une campagne de désinformation. Au cours de la première phase de l'attaque, connue sous le nom de « La traversée » (العبور ; al-'obour), le génie militaire utilise des canons à eau pour creuser rapidement des passages dans le mur de sable bordant la rive est du canal, installe des ponts et met en place des ferrys pour permettre aux blindés de traverser. L'infanterie égyptienne monte ensuite à l'assaut des fortifications de la ligne Bar-Lev, où elle subit une contre-attaque israélienne.
L'attaque surprend cependant les Israéliens. Le 7 octobre, la traversée est terminée et la rive est du canal est occupée par cinq divisions de l'infanterie égyptienne. Cette dernière a réussi à établir des positions défensives le long d'une tête de pont couvrant un front de 160 km. À la suite d'une accalmie dans les combats le 7 octobre, les blindés de réserve israéliens arrivent sur le front et lancent une contre-offensive face à la ville d'Ismaïlia. Les forces égyptiennes réussissent grâce à leurs armes antichars à repousser les blindés israéliens et avancent une fois de plus. Le soir du 8 octobre, l’Égypte occupe une bande de territoire sur toute la longueur de la rive est du canal d'une profondeur d'environ 15 km. En plus de la traversée du canal, l’Égypte instaure un blocus maritime efficace contre Israël en mer Rouge et en mer Méditerranée.
C'est une première victoire, importante pour les Égyptiens après leur cuisante défaite lors de la guerre des Six Jours en 1967. L’État hébreu, totalement pris par surprise, va mettre plusieurs jours à se ressaisir. Face à cette situation inédite pour les Israéliens, qui s'estimaient invincibles, et à l'incapacité de leurs services de renseignement à prévoir l'attaque, un séisme va frapper leur classe politique et les amener par la suite à la table des négociations.

## Prélude: de la guerre des Six Jours à l'avènement de Sadate

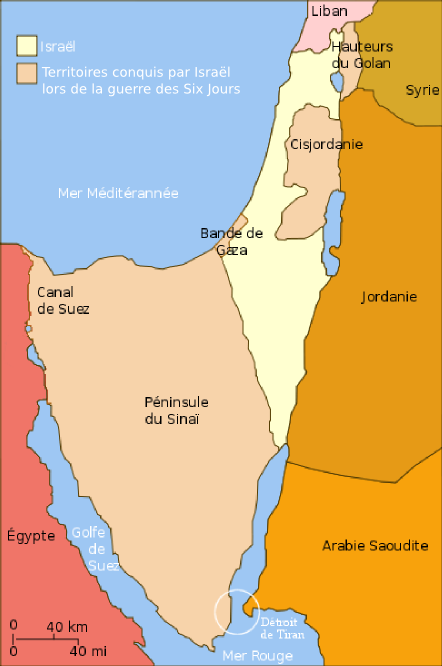
Carte géopolitique de la région à la fin de la guerre des Six Jours en 1967.

À la fin de la guerre des Six Jours, Israël occupe toute la péninsule du Sinaï, à l'exception de Port-Fouad. Sa victoire, obtenue en six jours contre trois pays arabes, lui donne un sentiment de puissance ; les territoires occupés ajoutant une profondeur stratégique pour la défense du pays. Par la suite, la résolution 242 du Conseil de sécurité des Nations unies, qui impose un retrait des territoires occupés en échange d'une reconnaissance du monde arabe, n'est pas appliquée. Le Premier ministre israélien, Golda Meir, veut maintenir un statu quo et compte sur la force de Tsahal pour garantir la paix avec les nations arabes selon ses conditions.
La guerre de 1967 a fortement réduit la puissance militaire égyptienne. La majeure partie de son aviation ainsi qu'une importante quantité de matériel ont été détruits. L'aide soviétique permet aux Égyptiens de reconstituer leurs forces armées rapidement après la guerre, si bien qu'en septembre 1968, leur armée de terre est en mesure de remettre en cause la présence d'Israël à l'est du canal. La guerre d'usure commence avec des tirs de barrage de l'artillerie égyptienne et des raids de commandos sur le Sinaï, contrés par des frappes aériennes israéliennes en profondeur et des raids héliportés destructeurs. L'incapacité de l’Égypte à contester la supériorité aérienne de son adversaire pousse à la mise en place de défenses anti-aériennes supervisées par les Soviétiques afin de protéger certaines zones, dissuadant ainsi les Israéliens de lancer leurs raids en profondeur et permettant aux Égyptiens de reconstruire leurs défenses. Ces améliorations engagées augmentent les pertes de l'État hébreu, menant à un cessez-le-feu en août 1970 qui dure jusqu'en 1973. Le président égyptien Nasser meurt en septembre 1970 et Anouar el-Sadate prend sa place,.

## Stratégie égyptienne
Le président Sadate estime que la guerre des Six Jours est la cause principale des problèmes économiques, politiques et militaires de l’Égypte. Il veut donc effacer l'humiliation de la défaite de 1967, un objectif qui passe par une reconquête du Sinaï. En 1971, Sadate commence les préparatifs politiques et militaires nécessaires. En février, il propose un retrait progressif israélien du Sinaï, qui implique une réouverture du canal de Suez et l'application par Israël de la résolution 242. Il propose aussi de résoudre le problème des réfugiés palestiniens. En retour, l’Égypte s'engage à signer un traité de paix avec Israël et à rétablir des relations avec les États-Unis. Cependant, l'insistance israélienne à conserver le territoire jugé indispensable à sa sécurité met fin aux efforts diplomatiques,.
À la même époque, Sadate entreprend de reconstituer les capacités militaires du pays, et au mois de mars, il commence le premier de ses quatre voyages en Union soviétique, destinés à obtenir armes et munitions afin de couvrir les dépenses de la guerre d'usure contre Israël. Il annonce publiquement son souhait d'entrer en guerre et décrète 1971 « année décisive ». L'année 1971 passe, les Soviétiques ne fournissent pas les équipements escomptés et, à mesure que 1972 approche, il devient de plus en plus manifeste que Sadate renonce à une offensive, ce qui discrédite ses menaces — donc suscite un surcroît de confiance — auprès des Israéliens. En août 1972, Sadate surprend les observateurs en renvoyant les conseillers militaires soviétiques présents en Égypte (plusieurs milliers), geste d'apaisement et de rapprochement envers les États-Unis, afin qu'ils fassent pression sur Israël, qui, pour sa part, considère sa situation militaire « grandement facilitée » par le départ des conseillers. Politiquement faibles, les dirigeants arabes se mettent d'accord pour déclarer qu'une solution diplomatique au conflit est sans espoir. La médiation américaine s'essouffle, et cessera complètement vers le milieu de l'année 1973. Fin 1972, les États-Unis et l'Union soviétique sont toujours engagés dans la démarche du processus de détente. Les Arabes sont inquiets, considérant que leur situation militaire vis-à-vis d'Israël reste désavantageuse. Estimant la voie diplomatique dans l'impasse, Sadate se focalise sur le lancement d'une action militaire décisive. Une reprise du conflit avec Israël perturbera la détente américano-soviétique, forçant l'intervention des superpuissances et portant la problématique du conflit israélo-arabe sur le devant de la scène internationale,. Le 30 novembre 1972, Sadate prend la décision d'entrer en guerre.
Certains commandants égyptiens veulent déclarer une guerre générale afin de regagner au moins une grande partie du Sinaï. Ce point de vue est notamment défendu par le ministre de la Guerre, le général Mohammed Ahmed Sadek. Cependant, en janvier 1973, Sadek comprend que les forces armées égyptiennes ne seront pas prêtes pour une guerre de reconquête avant cinq à dix ans. Sadek confronte des études au scénario d'offensive limitée : les analyses égyptiennes estiment que les pertes causées par la traversée du canal se chiffreraient à 17 000, alors que les Soviétiques évaluent celles-ci à 35 000. Sadek souligne que l'importance de ces pertes éclipserait tous les gains militaires ou politiques d'une offensive limitée : viser la libération totale du Sinaï devient nécessaire.

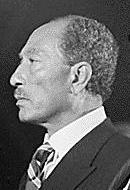
Le président Anouar el-Sadate.

Pour des raisons de politique intérieure, Sadate rejette ces arguments : l'opinion publique égyptienne, irritée par la situation « ni guerre, ni paix » avec Israël, est en demande d'action. L'économie — déjà fragilisée par la perte des revenus du canal de Suez et des champs de pétrole du Sinaï — ne permet pas de financer un conflit militaire de longue durée. La guerre est inévitable, mais compte tenu des circonstances, une offensive limitée apparaît comme la seule solution.
Concernant la question nucléaire, le commandement militaire égyptien est convaincu qu'une offensive limitée ne poussera pas Israël à faire usage d'un arsenal que les Égyptiens admettront plus tard avoir alors évalué à 6 à 10 bombes.
Lors d'une session du Conseil de défense unifié de la Ligue arabe, du 27 au 30 janvier 1973, Le Caire présente un rapport soulignant qu'une attaque contre Israël doit être menée simultanément depuis l'Égypte, la Syrie et la Jordanie, seule approche permettant de faire face à la supériorité aérienne israélienne. Ce rapport estime aussi qu'un renforcement des forces aériennes de l'Égypte et de la Syrie, avec 16 escadrilles provenant d'autres pays arabes, permettrait d'atteindre une supériorité numérique suffisante. Cependant, les Israéliens compensent cet atout avec une formation, une avionique, une charge utile et un armement de leurs appareils supérieurs. Une attaque arabe simultanée peut diluer l'efficacité des Forces aériennes israéliennes, et diviser les forces terrestres de l'État hébreu sur deux fronts en même temps.
Au mois de janvier, le président syrien Hafez el-Assad annonce ses intentions d'entrer en guerre contre Israël. Il s'accorde avec Sadate pour coordonner l'action militaire via des négociations, et les ministères de la Guerre respectifs élaborent une stratégie commune. L’Égypte obtient le soutien politique de plusieurs pays arabes ; certains sont producteurs de pétrole. Sadate discute la possibilité d'utiliser le pétrole comme arme économique pour faire pression sur les gouvernements occidentaux. Pendant la guerre, l'OPEP, principalement la Libye et l'Arabie saoudite, mettent d'ailleurs en place un embargo et certains membres envoient symboliquement des troupes en renforts.
Sadate appelle ses commandants à la prudence, enjoignant même à son ministre de la Guerre, Ahmed Ismail Ali, de « ne pas perdre l'armée comme cela est arrivé en 1967 ». Le 3 juin 1971, il présente sa vision d'une guerre limitée : « Je veux que nous planifiions l'offensive dans les limites de nos capacités, pas plus. Traverser le canal et tenir ne serait-ce que dix centimètres du Sinaï. J'exagère, bien sûr, mais ça m'aidera grandement à modifier complètement la situation politique internationale et dans les rangs arabes. » En 1973, la stratégie de Sadate se limite à exploiter une victoire militaire pour atteindre un objectif politique et, vu l'infériorité marquée de l'armée égyptienne par rapport aux forces de défense israéliennes, cette victoire militaire n'est envisageable que dans le cadre d'une guerre limitée,,.
Pendant ce temps, en Israël, la confiance en soi est au plus haut. Le commandement de l'armée répand l'idée selon laquelle la « situation [de défense du pays] n'a jamais été meilleure », idée acceptée par Golda Meir et reflétée dans l'opinion. Avant l'été, des manœuvres égyptiennes laissent certains croire à une attaque imminente, mais le major général Eli Zeira, chef du Aman (renseignement militaire israélien), est convaincu que les Arabes n'attaqueront pas. Les événements semblent lui donner raison, et font prévaloir son avis sur ceux de Dayan (ministre de la Défense) et Elazar (chef d'état-major) au point qu'en septembre, loin de renforcer les capacités militaires du pays, le ministère de la Défense étudie la possibilité de réduire la durée de conscription. Après la guerre, Eli Zeira devra démissionner, très durement critiqué, notamment pour cette erreur de jugement dont les Égyptiens tireront pleinement parti.

## Tactiques et techniques

### Défenses israéliennes

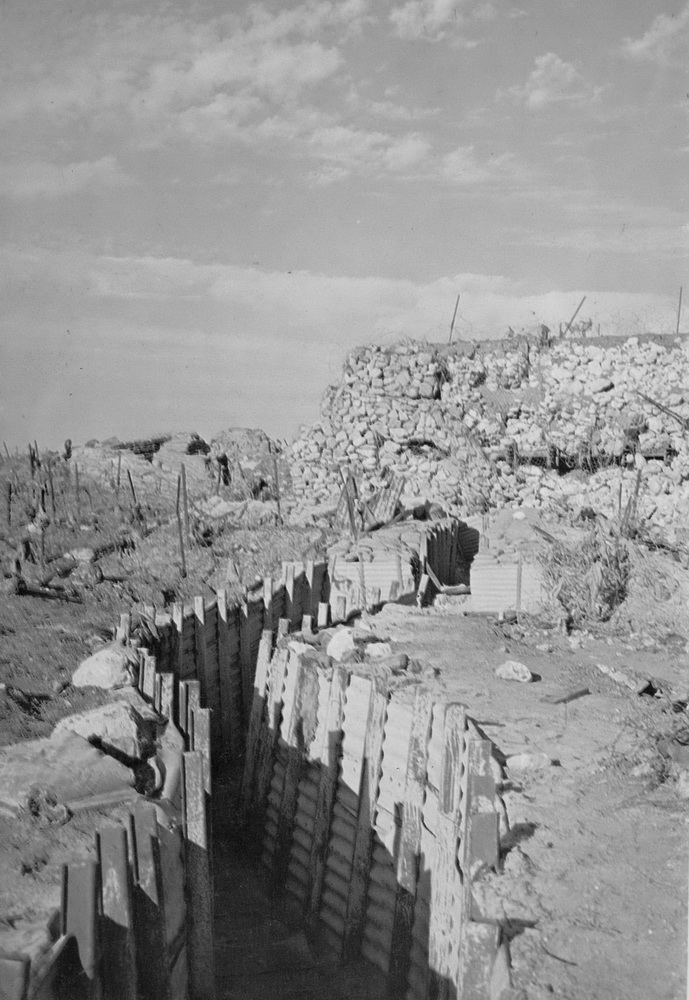
Une tranchée de l'une des fortifications de la ligne Bar-Lev, avec une casemate en arrière-plan.

Les Israéliens ont construit une série de fortifications le long du canal, appelée « ligne Bar-Lev », considérée comme imprenable. Le principal ouvrage est l'immense mur artificiel de sable érigé par les ingénieurs israéliens (18 à 25 mètres de haut avec une inclinaison de 45 à 60 degrés), sur toute la longueur du canal. Cette barrière est renforcée par du béton qui protège de toute tentative de franchissement du mur par les véhicules amphibies. Les Israéliens estiment que pour percer cette barrière de sable à l'explosif, il faudrait au minimum de vingt-quatre à quarante-huit heures. Derrière cette muraille se dresse une chaîne de 22 fortifications comprenant 35 points fortifiés. En moyenne, ces fortifications sont espacées de 10 km. Un fort possède plusieurs étages enterrés en profondeur dans le sable et offre une résistance contre une bombe d'environ 500 kg. Ces points fortifiés comprennent des tranchées, des fils barbelés, des champs de mines de 200 mètres de largeur, de nombreux bunkers et baraquements pour les troupes, ainsi que des positions de tir pour les chars,. Chaque position possède un réservoir souterrain rempli de pétrole brut. Ce dernier peut être déversé dans le canal de Suez grâce à un système de tuyauterie, puis enflammé et créer des températures avoisinant les 700 °C. Une seconde ligne défensive, de 300 à 500 mètres derrière la ligne principale, concentrant les zones à risque de franchissement, est conçue pour être occupée par les forces blindées, avec à nouveau des positions de tir. Une troisième ligne défensive, placée elle entre 3 et 5 km derrière la ligne Bar-Lev, oriente ses protections vers les routes et accès principaux qu'est susceptible d'emprunter un assaillant. Derrière ces lignes se trouvent des zones de concentration de blindés et d'artillerie, des dépôts de matériel, de nombreuses positions d'artillerie, etc..

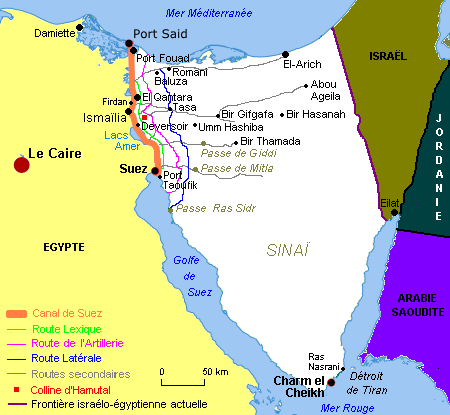
Carte de la région du Sinaï avec les routes utilisées par les Israéliens pour la défense de la ligne Bar-Lev.

Trois routes parallèles principales desservent l'ensemble de la défense Bar-Lev : la première, appelée « route Lexique », longe le canal ; la deuxième, « route de l’Artillerie » (nommée ainsi car elle permet à l’artillerie israélienne de se déployer sur ses positions de tir), est située environ 10 km plus à l’est, juste après la première ligne de crête ; et la troisième, « route Latérale », est située à environ 30 km à l’est du canal, permettant de faire transiter des unités d'un côté à l’autre du front.
Le commandement israélien a développé un plan de défense basique nommé « Pigeonnier » (en hébreu : Shovach Yonim), dont les détails sont connus des Égyptiens. Le plan divise la ligne Bar-Lev en trois secteurs : le secteur nord protège El-Arich sur la côte jusqu'à El Qantara, le secteur central défend lui une zone qui s'étend d'Ismaïlia à Abou-Ageila, et le secteur Sud couvre la zone depuis le Grand Lac Amer, jusqu'à l'extrémité du canal de Suez, et interdit ainsi toute initiative vers les passes de Mitla et Giddi. La 252e division blindée, menée par le major-général Albert Mandler, est chargée de la défense de la ligne Bar-Lev, et comprend trois brigades blindées. Positionnée entre 5 et 9 km derrière la série de fortifications, se trouve une première brigade de 110 à 120 chars, menée par le colonel Reshef, divisée elle-même en trois bataillons de 36 à 40 blindés chacun, avec un bataillon par secteur. En cas d'attaque égyptienne, la brigade doit avancer pour rejoindre les plates-formes et les positions de tir le long de la ligne Bar-Lev. En complément se trouvent, 20 à 35 km derrière le canal, les deux autres brigades blindées menées par les colonels Gabi Amir et Dan Shomron, chacune avec environ 120 chars. Une des deux doit renforcer la brigade blindée en première ligne, pendant que l'autre contre-attaque face à l'assaut principal égyptien.
La garnison du Sinaï compte à l'époque 18 000 hommes. Le commandant général est alors Shmuel Gonen, chef du commandement israélien Sud. Une brigade d'infanterie de la garnison occupe les points fortifiés sur le canal en date du 6 octobre, tandis que quelque 8 000 hommes supplémentaires peuvent être déployés sur la ligne en un temps compris entre 30 minutes et deux heures, y compris avec les blindés,.

### Planification et préparations

#### Plan d'offensive
Le major-général Mohamed Fawzi, prédécesseur de Sadek au ministère de la Guerre, réalise régulièrement des simulations de commandement. Ces exercices ont des objectifs et des cibles opérationnelles irréalistes qui sont franchement au-delà des capacités des militaires égyptiennes. Quand le lieutenant général Saad el-Shazly devient chef d'état-major le 16 mai 1971, aucun plan d'offensive n'existe. Par contre, un plan défensif connu sous le nom de code « opération 200 » a été conçu, ainsi qu'une alternative plus agressive appelée « opération Granit ». Bien que Granit prévoie raids et assauts dans le Sinaï, elle est essentiellement défensive. Dans son évaluation, il conclut que l'armée de l'air est le maillon faible du dispositif égyptien. Elle est surpassée par son homologue israélienne sur plusieurs points, et les pilotes israéliens sont plus expérimentés. Un avantage essentiel dans l'équipement israélien est le F-4 Phantom II, un chasseur-bombardier de troisième génération. Au déclenchement de la guerre, en octobre 1973, les forces de défense israéliennes ont 122 F-4E et 6 RF-4ES (le « R » signalant une variante pour la reconnaissance) en service.
Pour compenser la faiblesse de leur aviation, les Égyptiens développent donc leurs défenses anti-aériennes. Ils mettent en place des missiles sol-air SA-2 et SA-3, véritable colonne vertébrale de leur système défensif, ainsi que des canons antiaérien auto-propulsés SA-6 et ZSU-23-4, des lance-missiles portables SA-7, ajoutés à des milliers de pièces d'artillerie anti-aérienne conventionnelle. Ces défenses doivent offrir un « parapluie » de protection aux forces terrestres égyptiennes. Cependant, les systèmes SA-2 et SA-3, immobiles, ne peuvent être déplacés qu'en un temps de neuf heures au mieux, exposant ainsi les défenses antiaériennes à une perte d'efficacité en cas de redéploiement nécessaire pour supporter les forces à l'avant du front. D'un autre côté, les systèmes SA-6 ne sont disponibles qu'en quantité limitée, insuffisante pour fournir une protection adéquate aux forces présentes en première ligne,.

#### Opération41etopérationMinarets
À cause de ces restrictions, El-Shazly est partisan d'une guerre limitée pour reprendre seulement la rive gauche du canal, à l'opposé de Sadek. Cependant, ce dernier autorise la planification de deux plans d'offensive, à compter de juillet 1971. Le premier est l'opération 41, qui implique une offensive sur toute la longueur du canal de Suez avec pour objectif de capturer les points clé du Sinaï. Le plan est conçu en coordination avec les conseillers soviétiques. Tels quels, les objectifs de l'opération sont au-delà des capacités des militaires égyptiens et El-Shazly voit cela comme un moyen d'inciter les Soviétiques à fournir encore plus d'armes et d'équipements. Le plan prévoit aussi d'encourager les Syriens à se joindre à une attaque contre Israël. L'opération 41 est prête en septembre 1971, et dans le mois qui suit, Sadate et Sadek s'envolent pour Moscou afin de conclure le plus grand contrat d'armes jamais signé par l'Égypte, comprenant 100 chasseurs MiG-21, 10 bombardiers Tu-16, des missiles antiaériens SA-6 et de l'artillerie lourde. L'opération 41 est renommée « Granit Deux ».
Le second plan, nom de code « Minarets », prévoit la traversée en cinq zones distinctes le long du canal. Les Égyptiens veulent avancer de 10 à 15 km, puis établir des positions défensives. En limitant leur avancée, les forces terrestres veulent rester à portée de leurs propres missiles antiaériens, qui leur apportent une protection et brident la supériorité aérienne des Israéliens. Le schéma du plan est terminé en septembre 1971 dans le secret absolu. Comme Sadek refuse toujours le concept d'une guerre limitée, ses relations avec Sadate se tendent. À la suite d'une réunion houleuse des commandants en chef, le ministre de la Guerre est limogé. Son remplaçant, le major-général Ahmad Ismaïl Ali, est quant à lui en faveur d'une offensive limitée. « Minarets » continue d'être développé comme la seule solution offensive viable, avec une date possible d'exécution au printemps 1973. Selon les estimations du renseignement, les contre-attaques principales des Israéliens, menées par trois divisions blindées, auront lieu 6 à 8 heures après le début de l'offensive, alors que l'appui blindé égyptien pour la traversée ne sera pas disponible avant au moins 12 heures. Pour parer cette menace, l'infanterie égyptienne est équipée d'un grand nombre de missiles antichar guidés et de lance-roquettes (RPG). Les armes antichar portables étant principalement des RPG-7 et en moindre quantité des AT-3 Sagger filoguidés, ainsi que des centaines de canons sans recul et d'armes conventionnelles. Le missile guidé Sagger possède une longue portée et une puissante ogive mais souffre d'une faible vitesse en vol, laissant à la cible (comme  un tank) le temps de prendre des mesures d'évitement ou de faire feu. Sa portée minimale est de 500 m, créant ainsi un important angle mort qui doit être couvert par les RPG et les canons sans recul B-10 et B-11. Il y a aussi des grenades à main RPG-43 antichar. L'infanterie d'assaut est équipée avec des jumelles de vision nocturne, des viseurs infrarouge et des lunettes de soudeur pour contrer une tactique souvent utilisée par les Israéliens ; à savoir, monter des projecteurs au xénon sur les tanks et les véhicules afin d'aveugler l'infanterie ennemie la nuit.

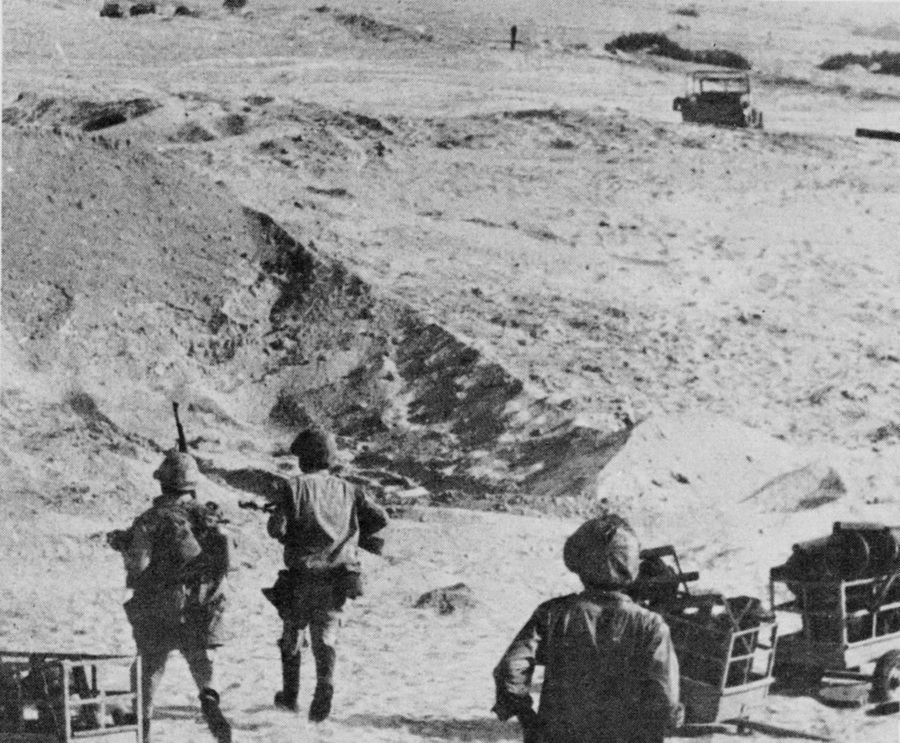
Soldats égyptiens avec des chariots dans le Sinaï. Tirés par deux hommes, ce moyen de transport facilite grandement l'acheminement des armes et du matériel sur la rive est du canal tant que les véhicules ne peuvent le traverser.

Permettre à l'infanterie d'emporter un tel assortiment d'armes lourdes, dont des missiles antichar, des lance-roquettes, des lance-flammes, des mitrailleuses et des mines, avant que les ponts ne soient installés, est réalisable grâce à deux techniques. Premièrement, cinq kits de combat légers différents sont créés, permettant de loger des bouteilles d'eau supplémentaires, et de transporter 24 heures de rations alimentaires. Chaque kit est spécialement conçu pour répondre aux besoins des différentes équipes d'assaut. L'autre idée consiste à utiliser des chariots en bois à quatre roues pour transporter l'équipement, l'armement et les munitions. Plus de 2 200 de ces chariots seront utilisés dans la traversée, fournissant une capacité totale de transport proche de 330 tonnes de matériel. Des échelles de corde à barreaux en bois seront aussi utilisées pour permettre de monter les munitions et l'équipement lourd (comme les canons B-11) au sommet du mur de sable,. L'opération Minarets prévoit que l'infanterie se charge d'établir des têtes de pont de 5 km de profondeur sur 8 de large. Ce périmètre, relativement restreint, alors sûrement la cible d'une densité de tir importante, reçoit au départ le soutien de l'artillerie depuis les remparts de sable sur la rive ouest du canal. Une fois que les renforts et les blindés ont traversé, les têtes de pont sont agrandies jusqu'à 8 km de profondeur. Le déploiement prévoit que tout soit terminé dans les 18 heures suivant le début de l'opération. Les forces aériennes et maritimes doivent conduire des attaques et des embuscades afin de ralentir l'arrivée des renforts israéliens depuis la ligne Bar-Lev.

#### Arrêt de la date
Le printemps 1973 passe mais aucune offensive n'est lancée. Le 21 août de la même année, dans le secret le plus total, six commandants en chef syriens, utilisant de fausses identités, arrivent en provenance de Lattaquié dans le port d'Alexandrie, à bord d'un paquebot soviétique transportant des vacanciers. Parmi les commandants syriens se trouvent entre autres, le ministre de la Défense le général Moustapha Tlass et le chef d'état-major le général Yusuf Shakkour. Durant les deux jours qui suivent, ils se rencontrent avec leurs homologues égyptiens au quartier-général de la marine, au palais de Ras el Tin. Le 23 août, deux documents sont ratifiés par El-Shazly et Shakkour précisant que les armées égyptiennes et syriennes sont prêtes pour la guerre. Plusieurs dates sont évoquées : entre le 7 et le 11 septembre, ou entre le 5 et le 10 octobre. La date se doit d'être choisie conjointement par les présidents Sadate et Hafez el-Assad, mais être communiquée à leurs commandants quinze jours avant celle-ci.
Après le 27 août, sans nouvelle de Sadate ou d'Assad, il devient clair qu'aucune offensive ne peut être lancée début septembre. Le 28 et le 29 août, Sadate rencontre Assad à Damas, et les deux hommes tombent d'accord pour démarrer la guerre en octobre. Ils choisissent le 6 octobre comme Jour-J, et informent Ahmed Ismail et Tlass le 22 septembre, qui relaient à leur tour la décision à leurs chefs d'état-major. À la demande d'Ismail, Sadate rédige une déclaration de guerre présidentielle. Cependant, c'est seulement en septembre, moins d'un mois avant l'attaque, que la date du 6 octobre est finalement choisie comme étant le Jour-J. L'offensive coordonnée doit commencer à 14 h (heure locale du Caire). La date du 6 octobre est choisie pour plusieurs raisons. La vitesse du courant et la marée sont optimales pour une traversée, et une grande partie de la nuit est éclairée par la pleine lune, facilitant ainsi la construction des ponts. La date coïncide avec le Yom Kippour, le jour du Grand Pardon pour les Juifs. C'est un des facteurs importants dans le choix de la date car les Juifs jeûnent durant la journée et s'abstiennent d'utiliser le feu ou l'électricité (ce qui veut dire que les transports sont à l'arrêt). De plus, une grande partie de l'armée israélienne est démobilisée. Octobre coïncide aussi avec le mois du Ramadan dans le calendrier musulman, ce qui signifie que les soldats musulmans engagés dans l'armée israélienne jeûnent aussi — c'est en effet pendant le Ramadan que les musulmans ont gagné leur première victoire à la bataille de Badr en l'an 634. Optant pour quelque chose de plus significatif que le mot « Minarets », les commandants égyptiens choisissent le nom d'opération Badr (pleine lune en arabe) pour nommer l'assaut sur le canal de Suez et le Sinaï,,.

#### Génie militaire

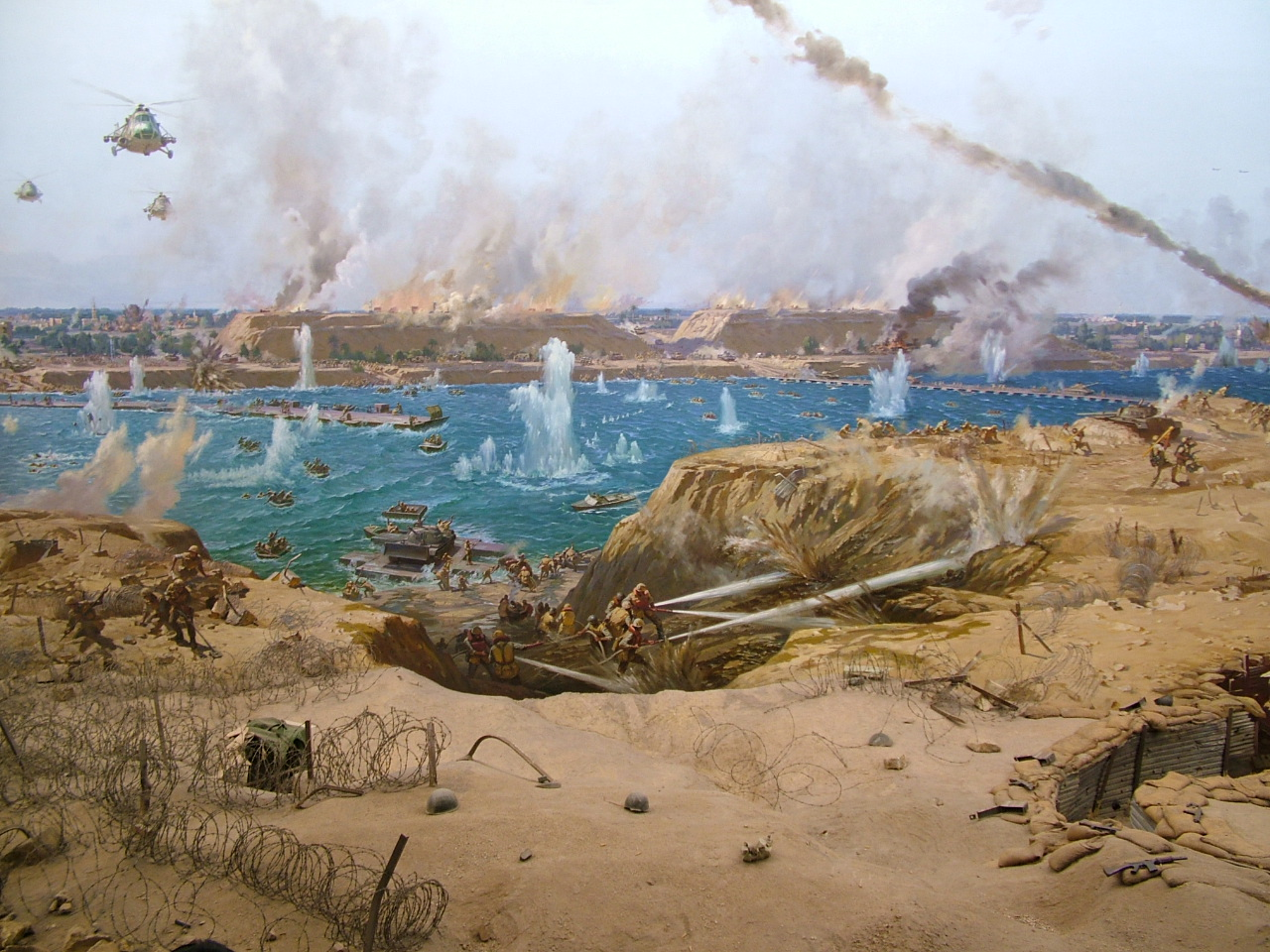
Les pompes du Génie égyptien en action sur la ligne Bar-Lev (détail du panorama du musée-mémorial égyptien de la guerre d'Octobre, peint en 1983).

C'est sur la performance du corps de génie égyptien que repose la réussite du franchissement du canal de Suez par les forces égyptiennes. Les ingénieurs israéliens ont construit une énorme barrière artificielle de sable courant sur 160 km sur la rive est du canal (excepté le long du Grand Lac Amer, où la largeur du canal offre une possibilité de passage peu probable). Afin d'éviter l'érosion, la barrière de sable s'appuie sur une base en béton, dépassant d'un mètre au-dessus de l'eau à marée haute, et de trois à marée basse. Le canal a une largeur de 180 à 200 mètres et une profondeur d'à peu près 18 mètres. Le génie militaire égyptien a pour mission de créer soixante-dix passages au travers du mur de sable, de sept mètres de large chacun. Cela signifie le retrait de 1 500 m3 de sable pour chaque trouée. Au départ, des méthodes conventionnelles sont testées pour percer le mur de sable. Mais il apparaît que pour créer un seul passage, l'opération nécessite 60 hommes, un bulldozer, plus de 270 kilos d'explosif et cinq à six heures de travail, interrompue par des tirs ennemis. Dès qu'il est clair que les sites de franchissement seront surchargés et pris sous le feu adverse, ces méthodes sont jugées peu pratiques et trop coûteuses.
La solution à ce problème est simple mais néanmoins ingénieuse. À la fin de l'année 1971, un officier égyptien suggère l'utilisation de pompes mues par un moteur à essence, légères et transportables sur des radeaux gonflables, afin de creuser la barrière de sable grâce à la pression de l'eau expulsée par les pompes. L'idée est jugée digne d'intérêt et 300 pompes de fabrication britannique sont commandées. Les tests montrent que cinq de ces pompes peuvent éliminer 1 500 m3 de sable en trois heures. En 1972, 150 autres pompes plus puissantes de fabrication allemande sont achetées. L'association de trois pompes britanniques et de deux allemandes permet d'ouvrir un passage en deux heures,.
Une fois les passages ouverts, le génie a pour tâche de construire dix ponts lourds, cinq légers, dix flottants et de gérer 35 bacs. Les trouées dans le mur doivent être finies en cinq à sept heures, suivies par les bacs, puis les ponts deux heures plus tard, le tout sous le feu de l'ennemi. Pour les ponts lourds, les Égyptiens possèdent seulement deux PMP (russe : понтонно-мостовой Парк) de fabrication soviétique, qui ont l'avantage d'un temps de déploiement plus court que la plupart des autres ponts de leur inventaire, économisant ainsi quelques précieuses heures. Ces ponts sont aussi plus faciles à réparer. La rapidité avec laquelle les ingénieurs doivent ouvrir les passages, ériger les ponts et lancer les bacs, va affecter le déroulement de l'opération tout entière. Les ingénieurs doivent aussi équiper les bateaux qui vont permettre la traversée de la première vague de l'infanterie d'assaut. Enfin, ils doivent créer un passage dans les champs de mines autour des défenses israéliennes pour permettre le passage de l'infanterie,.

### Manipulations
Positionner les 2e et 3e armées avec leur équipement de génie le long du canal en préparation de l'opération Badr ne peut échapper aux Israéliens. Or sans l'élément de surprise, les forces égyptiennes devraient subir de lourdes pertes dans l'attaque. La direction du Renseignement militaire israélien (en abrégé « Aman »), réputée pour sa compétence, est chargée de détecter les mouvements et l'activité des forces égyptiennes et syriennes, particulièrement intenses dans les derniers jours précédant l'assaut,.
La campagne d'intoxication montée par les Égyptiens consiste à produire une série d’événements et d'incidents, militaires et politiques, nationaux et internationaux, pour convaincre les analystes du renseignement de Tel-Aviv que le monde arabe ne se prépare pas à la guerre. Entre autres exigences, les commandants en chef se doivent d'afficher une normalité de surface tandis qu'ils finalisent en secret les préparatifs de l'offensive. Ce plan est fondé sur l'état d'esprit israélien, qui fait suite à leur victoire éclair sur les forces arabes pendant la guerre des Six Jours en 1967. Leur mentalité s'illustre parfaitement dans les propos israéliens suivants : « Damas n'est qu'à une heure de route, Le Caire peut-être deux. » Dans sa thèse sur la guerre du Kippour, le major Michael C. Jordan du Corps des Marines américain explique que cette citation et l'opinion dominante qu'elle représente avant octobre 1973 « reflète aussi le mépris que les Israéliens montrent envers les capacités militaires de leurs voisins arabes d'Égypte et de Syrie. La victoire lors de la guerre préemptive de 1967 était si complète et si facile que les Israéliens pensent Tsahal invincible, leurs services de renseignement inégalés, et leurs ennemis arabes comme inférieurs et incapables »,. Les Israéliens comptent sur une mise en alerte préalable de quarante-huit heures de la part de leurs services de renseignement. De toute façon, ils sont convaincus que toute attaque arabe sera décimée par l'IAF,.
Les Égyptiens cherchent donc à exploiter cette croyance à leur avantage. Depuis son entrée en fonction, Sadate a continuellement menacé Israël de guerre, s'engageant dans une stratégie de la corde raide, jusqu'à ce que ses menaces soient ignorées par Israël et le monde entier. Afin de positionner leurs forces en vue de l'attaque, les Égyptiens annoncent qu'un exercice militaire va avoir lieu près du canal. Des exercices de ce type ont été menés de nombreuses fois auparavant, causant de fausses alertes dans l'État hébreu en mai et août 1973, mobilisant à chaque fois l'armée, et coûtant quelque 10 millions de dollars. Cette fois-ci, quand les Égyptiens commencent leurs exercices le 1er octobre pour les terminer le 7 octobre, l'Aman néglige cette activité militaire accrue, l'évaluant comme une gesticulation politique supplémentaire et de simples manœuvres d'entraînement. Les mouvements de troupes sur le front syrien sont détectés eux aussi, mais l'Aman se rassure en estimant que les Syriens ne peuvent rien tenter sans les Égyptiens,.

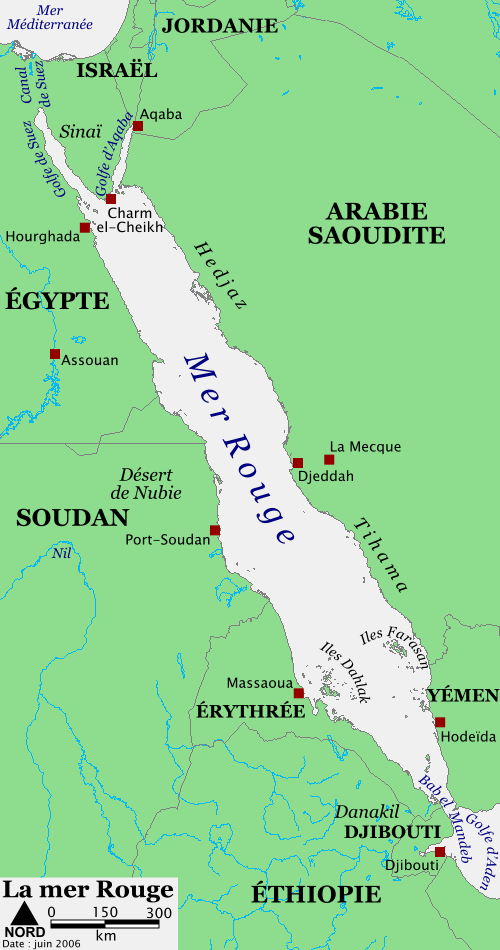
Vue générale de la région, avec en haut le canal de Suez, la péninsule du Sinaï et Charm el-Cheikh et à l'opposé le détroit de Bab-el-Mandeb que les Égyptiens veulent bloquer.

Le prétexte des exercices permet aux Égyptiens de dissimuler leurs préparatifs, ce qui est encore facilité par le fait que les 2e et 3e armées sont normalement stationnées le long du canal de Suez pour la défense. Les troupes, les blindés et l'équipement crucial du génie militaire, sont déplacés vers les zones de concentration sur une période de quinze nuits jusqu'à celle du 5 au 6 octobre, avec un pic d'activité durant les cinq dernières nuits. Depuis l'occupation du Sinaï en 1967, l'État hébreu a ouvertement déclaré qu'il resterait à Charm el-Cheikh pour s'assurer que les lignes maritimes vers le port d'Eilat via le détroit de Tiran restent ouvertes (la fermeture des détroits aux navires israéliens en 1967 est l'une des causes de la guerre des Six Jours). L’Égypte cherche à diminuer l'importance de Charm el-Cheikh pour Israël en imaginant un blocus maritime sur le détroit de Bab-el-Mandeb, à presque 2 500 km de l'État hébreu. À cette fin, des arrangements sont trouvés avec le Pakistan pour recevoir des navires égyptiens en réparation au début de 1973. Des accords sont recherchés avec le Soudan et le Yémen afin que les sous-marins en route vers le Pakistan soient reçus amicalement à Port-Soudan et Aden. L'autorisation pakistanaise de recevoir les navires est même rendue publique. Le 1er octobre, une force composée de plusieurs sous-marins, destroyers et bateaux lance-missiles prend la mer pour une arrivée prévue à Bab-el-Mandeb le 6 octobre. La flotte est équipée pour le combat et a pour ordre de maintenir un silence radio complet, ce qui implique qu'il n'est plus possible de rappeler les sous-marins. Les officiers commandant, non informés de leur mission réelle, ont en leur possession des enveloppes scellées détaillant leurs ordres et missions, et ne reçoivent l'autorisation de les ouvrir que le 6 octobre, quelques heures avant que la guerre ne commence, après quoi ils pourront briser le silence radio. Une fois la flotte en mer ce 1er octobre, « la guerre avait effectivement commencé,, ».
Les militaires cherchent à maintenir une impression de normalité. Juste avant le Ramadan, qui doit commencer le 26 septembre, le ministère de la Guerre annonce publiquement que le personnel militaire peut demander une permission pour effectuer un Umrah (pèlerinage) à La Mecque. Les journaux égyptiens annoncent que des courses de voiliers vont avoir lieu, avec parmi les participants plusieurs officiers de haut-rang de la marine égyptienne. De plus, une visite du ministre roumain de la Défense prévue pour le 8 octobre (deux jours après la date prévue de l'attaque), est aussi annoncée par le ministère de la Guerre, et un programme de la visite est publié. Visite rapidement annulée une fois la guerre déclarée. La surprise totale du côté israélien prouve l'efficacité du plan de duperie mis en place,.
Le 27 septembre, un contingent de 150 000 réservistes reçoit l'ordre de mobilisation. Pour endormir les suspicions, les ministres du cabinet du gouvernement égyptien sont invités à une visite du grand quartier-général, où s'élaborent toutes les opérations de planification et de coordination. Un autre groupe de réservistes est appelé le 30 septembre. Pour détourner l'attention une fois de plus, les Égyptiens annoncent publiquement le 4 octobre la démobilisation des réservistes appelés le 27 septembre, mais pour seulement 20 000 d'entre eux. À partir du 1er octobre, l'ordre de guerre commence à circuler en dehors du cercle des commandants en chef d'Égypte. Les généraux Saad Mamoun et Abdel Munim Wasel, commandant respectivement les 2e et 3e armées, sont informés de la décision de lancer l'opération Badr. Le 3 octobre, ils informent leurs commandants de division. Les commandants de brigade sont informés à leur tour le 4 octobre, les commandants de bataillon et de compagnie le 5 octobre, alors que les commandants de peloton et de troupes l'apprennent le 6 octobre, soit six heures avant le début de l'attaque.
Sadate joue aussi son rôle dans ce plan de duperie : en septembre, il assiste à la conférence des non-alignés en Algérie, et depuis son retour, une rumeur prétend qu'il est malade. En effet, pendant plusieurs jours et ce jusqu'au 6 octobre, il n'apparaît plus en public. Le renseignement égyptien laisse filtrer de fausses informations sur sa maladie dans la presse et annonce être à la recherche d'une résidence en Europe, dans laquelle Sadate pourrait recevoir un traitement, ajoutant ainsi de la crédibilité aux rumeurs.

### Derniers jours avant la guerre
La mise en œuvre d'une telle opération de supercherie ne se fait pas sans incident. À l'origine les Soviétiques doivent être laissés dans l'ignorance concernant les intentions de guerre égyptiennes. Le 2 octobre, ils apprennent qu'un raid israélien est proche. Pendant les deux jours qui suivent, le directeur du service de renseignement de la défense, le général Fouad Nassar, informe l'officier de liaison soviétique en chef, le général Samakhodsky, que le raid prévu est en réalité une attaque à grande échelle, couplée avec des frappes aériennes. Même si Samakhodsky semble au début croire l'histoire de Nassar, il apparaît clairement aux Égyptiens que les Soviétiques sont suspicieux. En particulier, les conseillers soviétiques travaillant avec les unités égyptiennes et syriennes, rapportent le 3 octobre un haut niveau d'activité inhabituelle des forces égyptiennes et syriennes. Sadate et Assad décident d'informer les Soviétiques de leurs intentions de guerre le même jour. De suite, les Soviétiques demandent la permission d'évacuer leur personnel d'Égypte, et les deux dirigeants acceptent à contrecœur. Les commandants égyptiens sont pris complètement par surprise, quand, en fin de journée du 4 octobre, les experts soviétiques travaillant avec les unités sur le terrain, le personnel d'ambassade et leurs familles sont évacués en urgence. Le 5 octobre, l'évacuation est terminée. L'incident est un facteur important qui informe les Israéliens que la guerre est probable,,.
Le 4 octobre est marqué aussi par un autre incident ennuyeux pour les commandants égyptiens, qui apprennent l'après-midi, qu'EgyptAir, la compagnie aérienne nationale, a annulé tous ses vols et disperse l'ensemble de sa flotte civile vers des abris en dehors de l'Égypte. Les ordres viennent du ministre de l'Aviation, Ahmed Nuh. Le grand quartier-général intervient rapidement pour annuler l'ordre de dispersion, et le 5 octobre, les vols reprennent leurs créneaux habituels. Il est certain que cet incident est une faille de sécurité et une fuite dans les plans de guerre égyptiens. Il n'apparaît pas clairement par contre aux commandants égyptiens si les Israéliens sont au courant de l'incident,.
Le 13 septembre 1973, un combat aérien a lieu entre des chasseurs syriens et israéliens. Il s'agit d'une escarmouche dans laquelle douze avions syriens sont abattus alors que les Israéliens ne perdent qu'un seul aéronef. La tension est alors au plus haut entre les deux pays. Les Égyptiens en particulier sont très concernés ; le 7 avril 1967, un combat aérien entre la Syrie et Israël avait aussi dégradé la situation militaire et a été l'une des causes de la guerre des Six Jours. Sachant que la guerre doit être lancée quelques jours plus tard, les Syriens choisissent de ne pas effectuer de représailles. La bataille aérienne permet aux Syriens de regrouper leurs forces en vue de la guerre, ce qu'Israël interprète comme une réaction défensive de la part de la Syrie. Les Israéliens surveillent de très près cette concentration de troupes près du front, mais leur service de renseignement reste catégorique sur le fait que la Syrie ne souhaite pas faire la guerre sans l'Égypte qui, selon les Israéliens, est occupée à régler des problèmes internes,,.
Tout au long du mois de septembre 1973, l'Aman reçoit onze alertes, dont une provenant du roi Hussein de Jordanie, précisant que l'Égypte et la Syrie sont décidées à entrer en guerre, mais elles sont toutes laissées de côté, étant donné que l'Aman est persuadé que les Arabes ne lanceront pas d'attaque d'envergure. Le directeur du Mossad, Zvi Zamir reste sur l'idée que la guerre n'est pas une option pour les Arabes.
Cependant il y a trop de signes que les Israéliens ne peuvent ignorer, dont notamment l'évacuation soviétique précipitée au Caire et à Damas, ainsi que la concentration continue de forces sur le front syrien alors que l'Égypte, c'est une supposition, n'entrera pas en guerre. Bien que le chef d'état-major, David Elazar, soit convaincu que la probabilité d'une guerre est faible, il prend certaines précautions le 5 octobre. Il décide de placer toute l'armée en alerte, annule les permissions, et ordonne à l'armée de l'air de se mettre en état d'alerte maximal. Il ordonne aussi le transfert de la 7e brigade blindée, du Sinaï vers le plateau du Golan, ce qui porte les forces israéliennes du Golan à 177 chars et 44 pièces d'artillerie le 6 octobre. Pour remplacer la 7e brigade blindée, l'école de blindés, sous le commandement du colonel Gabi Amir, reçoit l'ordre de préparer sa brigade pour un transport aérien immédiat ; ils sont dans le Sinaï le 6 octobre, avant que la guerre ne commence. Finalement aucun ordre de mobilisation n'est décrété pour les réservistes, Elazar et les autres commandants en chef attendant toujours une alerte de la part des services de renseignement à savoir si les nations arabes entrent en guerre, avec 24 à 48 heures d'anticipation.
Pendant la nuit du 5 au 6 octobre, Zvi Zamir se rend en Europe pour s'entretenir personnellement avec Ashraf Marwan, un agent double égyptien. Marwan informe Zamir d'une imminente attaque commune égypto-syrienne. Combinée avec les autres alertes et incidents, la mise en garde de Marwan convainc finalement Zamir de l'imminence de la guerre. Eli Zeira, le directeur de l'Aman, envoie un avertissement précis d'une attaque aux dirigeants israéliens le 6 octobre à 4 h 30. L'Aman commet une erreur en concluant que les arabes attaqueront vers 18 h, en fait quatre heures trop tard. La Première ministre Golda Meir rencontre le ministre de la Défense Moshe Dayan et le général David Elazar à 8 h 5 et ce, pendant une heure. Meir demande aux deux hommes de présenter leurs points de vue, qui sont opposés : Dayan continue de croire que la guerre n'est pas une certitude, alors qu'Elazar pense le contraire, demandant qu'une frappe aérienne préventive soit menée contre la Syrie. Dayan propose aussi une mobilisation partielle des réservistes alors qu'Elazar est favorable à une mobilisation de toute l'armée de l'air, et des quatre divisions blindées, soit un total de 100 000 à 200 000 troupes. Meir conclut la réunion en décidant qu'aucune frappe préventive ne sera menée, afin de s'assurer du soutien des États-Unis, mais elle rejoint Elazar sur la mobilisation et l'ordre est donné aux réservistes de se préparer,.
L'Aman délivre ses avertissements aux commandants israéliens tout juste neuf heures et demie avant le début des hostilités, soit un laps de temps beaucoup plus court que celui de 24–48 heures attendu. Les Arabes gagnent la guerre du renseignement, avec un effet de surprise total et l'initiative sur le champ de bataille,.

## Déroulement de l'opération

### 6 octobre

#### Assaut

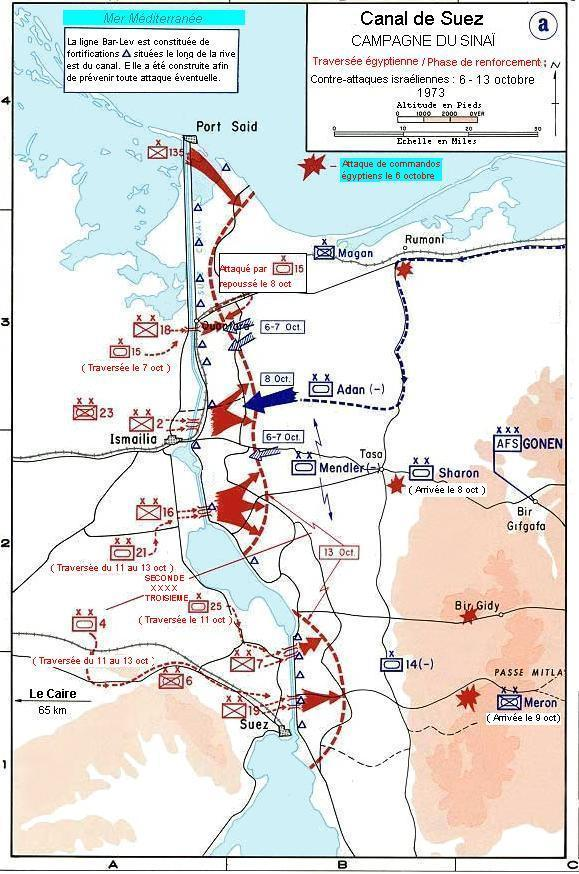
Carte présentant les mouvements d'unités autour du canal de Suez, entre le 6 et le 13 octobre 1973.

L'opération Badr commence à 14 h le 6 octobre 1973. Comme les Israéliens attendent l'attaque quatre heures plus tard, seule une partie des troupes assignées à la tenue de la ligne Bar-Lev sont en position mais aucun blindé, excepté pour quelques pelotons dans les forts septentrionaux, n'est disponible. Seize fortifications sur la ligne ont l'ensemble de leur effectif, et deux autres une partie seulement.
L'opération commence par une importante frappe aérienne de plus de 200 avions avec pour objectif trois bases aériennes, des batteries de missiles sol-air Hawk SAM, trois centres de commandement, des positions d'artillerie et plusieurs stations radar, attaqués à l'aide de MiG-21, de MiG-17 et de Su-7. Cette attaque est combinée avec des frappes d'artillerie qui commencent à 14 h 5 où près de 2 000 pièces dirigées contre la ligne Bar-Lev, contre les zones de concentrations de blindés et les positions d'artillerie, frappent à l'aide de canons de campagne, d'obusiers, de mortiers, de chars, de canons sans recul B-10 et B-11. Les canons automoteur de 152 mm et obusiers tractés M-46 de 130 mm sont assignés à des missions de contrebatterie dirigées sur l'artillerie israélienne. Cette préparation d'artillerie de 53 minutes est divisée en quatre parties. La première, de quinze minutes, vise des cibles ennemies sur la rive est jusqu'à une profondeur de 1,5 km. Environ 10 500 munitions sont tirées contre les cibles israéliennes durant la toute première minute de l'attaque.
En même temps que les tirs d'artillerie, plusieurs groupes, composés d'une dizaine hommes chacun, chargés de détruire les chars adverses, équipés de roquettes RPG-7, de grenades RPG-43, et de missiles antichar AT-3 Sagger, traversent le canal pour se déployer à 1 km à l'intérieur des terres, en occupant rapidement les remparts pour char, et en procédant à la mise en place d'embuscades et de mines. Après une première salve, l'artillerie égyptienne en tire une seconde, longue de 22 minutes, contre des cibles situées dans une zone entre 1,5 et 3 km de profondeur. Il est alors 14 h 20, et la première vague d'infanterie d'assaut, soit 4 000 hommes, entame la traversée du canal, au cri de « Allah Akbar... Allah Akbar » (« Dieu est grand »). Environ 2 500 canots pneumatiques et radeaux en bois sont utilisés pour le transport des troupes. Des fumigènes sont tirés aux points de passage afin de masquer l'opération.
Dans la nuit du 5 octobre, les hommes du génie obstruent les tuyaux sous-marins sur la rive opposée, empêchant les Israéliens de déverser le pétrole inflammable dans le canal et d'y mettre le feu. La première vague d'assaut est équipée légèrement, armée de RPG-7, de missiles sol-air Strela 2 et d'échelles de corde à placer sur le mur de sable. Parmi la première vague se trouvent des hommes du Génie et plusieurs unités du Sa'iqa (littéralement : « éclairage »), des équipes de commandos, qui sont chargés de tendre des embuscades sur les routes d'où peuvent venir des renforts. Le Sa'iqa attaque les postes de commandement et les batteries d'artillerie afin de priver les Israéliens du contrôle de leurs forces, pendant que les hommes du Génie créent des brèches dans les champs de mines et les barbelés entourant les défenses. Immédiatement après, d'autres hommes du Génie transportent des pompes à eau sur l'autre rive et commencent à les mettre en action. Au même moment, l'aviation égyptienne ayant participé aux frappes aériennes entame son retour. Cinq avions ont été perdus ; le nombre passe à dix à la fin de la journée. Ces frappes vont mettre hors service pour 48 heures les bases de Bir Gifgafa et Bir Thamada, et endommager les bases de Ras Nasrani et Bir Hasanah. Près de dix batteries HAWK, au moins deux batteries d'artillerie de 175 mm, une station de brouillage électronique à Umm Khashib, et diverses stations radar ont été détruites. Cela permet à l'armée de l'air égyptienne d'opérer pour le reste de la guerre sans interférence de communications provenant du sol, car la seule autre station de brouillage dans le Sinaï est située à El-Arich, très loin du front. Plus d'une douzaine de missiles AS-5 Kelt sont aussi tirés depuis des bombardiers Tu-16. Plusieurs sont abattus, mais au moins cinq atteignent leurs cibles, dont deux missiles équipés de têtes chercheuses anti-radar, et qui détruisent les radars israéliens. Le succès de cette frappe aérienne fait que la deuxième frappe prévue n'a pas lieu,,. Une autre explication de cette annulation, viendrait du fait qu'à la suite de la perte de 18 avions lors du premier raid, les Égyptiens décident de ne pas lancer ces deuxièmes frappes.

#### Offensives

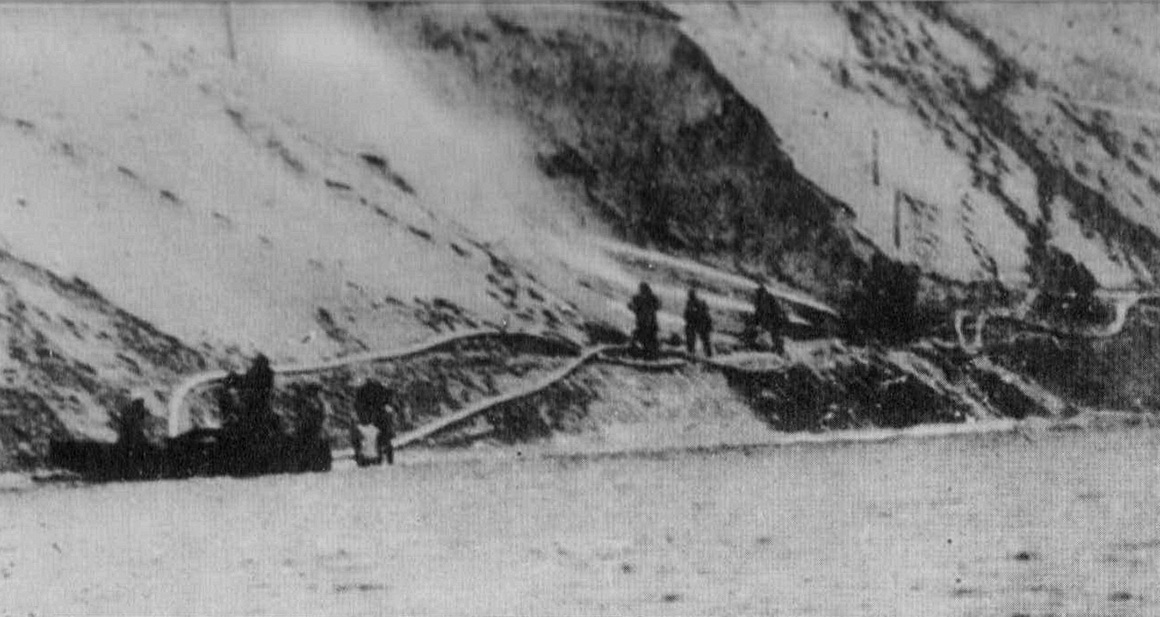
Des hommes du Génie égyptien utilisant des canons à eau pour créer une brèche dans l'immense mur de sable israélien.

Sur le Grand Lac Amer, la 130e brigade amphibie égyptienne effectue sa propre traversée. Composée des 602e et 603e bataillons d'infanterie mécanisée de 1 000 hommes, dont un bataillon antichar Sagger, un bataillon anti-aérien, 20 chars PT-76 et 100 transports de troupe blindés amphibies, elle est chargée de trouver et de détruire les installations ennemies à l'entrée des passes de Giddi et Mitla. Le rempart de sable qui court tout le long du canal de Suez n'existe pas autour des lacs Amer, et aucune défense ou unité israélienne n'est rencontrée, ce qui permet à la brigade d'atteindre la rive opposée autour de 14 h 40 sans subir de perte. Les Égyptiens découvrent alors un champ de mines bloquant leur avancée, et le génie militaire se charge de le nettoyer,.
Plus tard, aux alentours de 16 h, la 603e alors en train de se regrouper après le champ de mines, est attaquée par une compagnie de chars venue de Kibirit Est (nom de code « Putzer » pour les Israéliens), une fortification de la ligne Bar-Lev située sur le lac Amer. Le bataillon, qui a été renforcé par un détachement antichar de la 7e division, réussit à détruire deux chars et trois véhicules blindés avant que les Israéliens ne battent en retraite. Ensuite, sa mission première est annulée et ordre lui est donné de capturer la position de Kibirit Est (Fort Putzer). Il occupe la position abandonnée le 9 octobre, et bien qu'isolé et faisant face à de nombreuses attaques, le bataillon tient jusqu'à la fin de la guerre. Quant au 602e bataillon, il commence à avancer vers l'est peu après le crépuscule, mais rencontre un bataillon israélien de 35 chars sur la route de l'Artillerie, à quelque 15 km des Lacs Amer. Les dix PT-76 du bataillon avec leurs canons de 76 mm sont surclassés en puissance et en nombre par les lourds M48 Patton israéliens et leurs canons de 105 mm. Les missiles guidés Sagger sont difficiles à utiliser de nuit et les chars israéliens utilisent d'aveuglants projecteurs au xénon. Pris dans le désert ouvert du Sinaï, le 602e est battu et perd la majorité de ses chars et véhicules blindés ; il compte de nombreux morts et blessés. Les troupes restantes battent en retraite vers les lignes de la 3e armée. Quelques unités atteignent toutefois leur objectif, même si cela est contesté.
Les troupes égyptiennes dressent leur drapeau national sur la rive est du canal à 14 h 35. Pendant ce temps, des unités de compagnies, de bataillons de chars et d'infanterie israéliens presque arrivés sur la ligne Bar-Lev, sont empêchés d'atteindre leurs positions à cause d'embuscades égyptiennes. Ceux qui réussissent à passer arrivent sous un feu nourri tiré depuis les remparts de la rive ouest. À 14 h 45, une seconde vague d'infanterie pose le pied sur la rive opposée. Les suivantes arrivent à quinze minutes d'intervalle les unes des autres. Cependant, après la quatrième vague, la fatigue et les problèmes techniques avec les bateaux augmentent sensiblement l'intervalle de temps. Les Égyptiens abandonnent leur planification, donnant la priorité aux équipes antichar et à l'armement, éléments qui peuvent affecter de manière critique la bataille. Les véhicules amphibies sont aussi utilisés pour faire traverser l'équipement. Les chariots de bois sont transportés sur la rive est à l'aide de bateaux, où ils étaient à l'origine hissés en haut du mur de sable avec leur charge. Cependant, cette méthode jugée trop contraignante, fait que les chariots sont dorénavant vidés puis hissés, après quoi ils sont rechargés et traînés jusqu'aux troupes sur la ligne de front. Les chariots facilitent grandement le transport et la fourniture de matériel sur la rive est.
Pendant ce temps, le Commandement israélien Sud tente d'identifier l'objectif principal égyptien afin de lancer une contre-attaque avec la brigade de réserve blindée de Dan Shomron, alors, qu'en fait, il n'y a pas d'objectif précis. Cette recherche fait perdre beaucoup de précieuses heures au Commandement Sud, sans permettre d'action décisive. Des erreurs tactiques ont lieu aussi quand Reshef fait avancer sa brigade de chars : les commandants israéliens négligent de conduire une reconnaissance préalable, poussant leurs unités tout droit dans des embuscades. Dans la confusion suivant l'attaque surprise, aucun effort n'est fait pour évacuer la garnison de Bar-Lev. À 15 h 30, les forces égyptiennes capturent Fort Lahtzanit, la première fortification de la ligne Bar-Lev à tomber et, à partir de là, l'infanterie se voit renforcée avec des canons B-10 de 82 mm et B-11 de 107 mm. Au même moment, le Génie commence à mettre en œuvre les pompes à eau sur le mur de sable, ouvrant le premier passage en moins d'une heure, permettant aux Égyptiens de mettre en place leurs unités pour effectuer la traversée du canal. À 16 h 30, huit vagues ont déjà traversé le canal apportant dix brigades d'infanterie sur les cinq têtes de pont, totalisant 25 000 hommes (environ 4 700 à chaque tête de pont). Chaque tête de pont fait en moyenne 1,2 km de long et 2 en profondeur. Les Égyptiens disposent des canons antichar à canon rayé de 85 et 100 mm de haute vitesse sur la rive est.

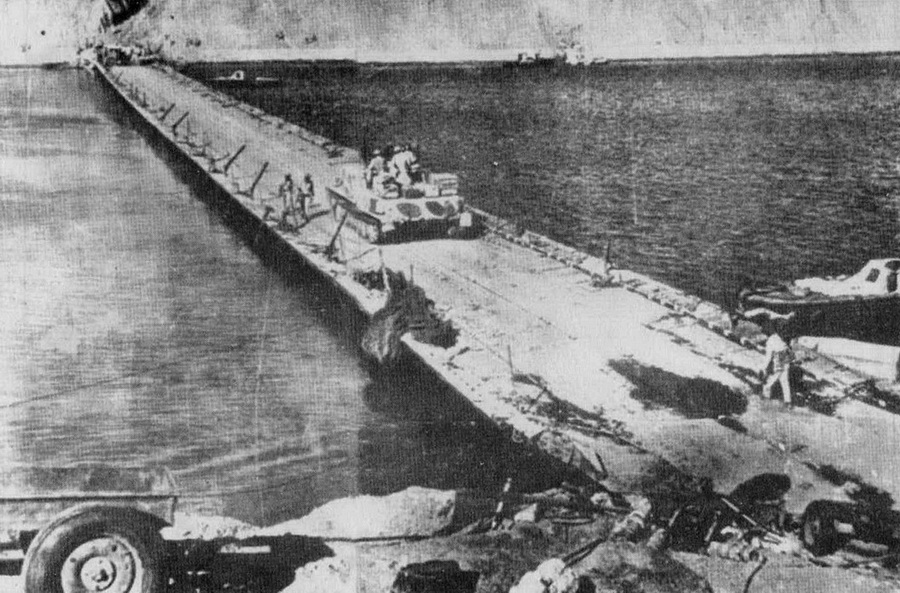
Blindé égyptien traversant un des ponts flottant.

À 17 h 30, après plus de trois heures de combat, la douzième et dernière vague d'infanterie traverse, amenant le total des troupes sur les cinq têtes de pont à 32 000 hommes (soit environ 6 400 pour chacune d'elles). Les pertes israéliennes en blindés s'élèvent à environ 100 chars. L'ampleur de ces pertes découle de l'insistance des Israéliens à vouloir rejoindre leurs camarades de la ligne Bar-Lev, et donc à tomber de manière répétée dans les embuscades tendues par les soldats égyptiens,. Profitant du crépuscule, quatre bataillons Sa'iqa sont largués à 17 h 50 dans le Sinaï par des hélicoptères volant à basse altitude. Ils ont pour objectif de retarder l'arrivée des renforts en provenance d'Israël. Les hélicoptères quittent la zone de couverture de leurs missiles sol-air et n'ont pas de couverture aérienne, ce qui fait que plusieurs d'entre eux sont abattus.
À 18 h, les blindés et unités antichar égyptiens de la rive ouest commencent à avancer vers les sites de traversée. Quinze minutes plus tard, les hommes du génie ont terminé l'assemblage de l'ensemble des 35 ferries et attendent l'ouverture des brèches. À 18 h 30, les têtes de pont font près de 5 km de profondeur. À la suite de l'élimination de l'artillerie israélienne de la ligne Bar-Lev, les unités immobiles SA-2 et SA-3 sont déplacées plus en avant. De 22 h 30 à 1 h 30, l'ensemble des huit ponts lourds et quatre ponts légers sont érigés, et avec les ferries, démarre le transport des renforts vers la rive opposée. Tout au sud du canal, dans le secteur de la 19e division, le sable se transforme en boue pâteuse, ralentissant le travail du génie. Quatre ferries et trois ponts affectés à cette division sont déployés sept heures après l'heure prévue. Régulièrement, les ponts sont déplacés pour perturber les frappes aériennes israéliennes les visant (les Égyptiens ont ouvert en tout 60 passages mais n'utilisent que 12 ponts pouvant chacun être déplacé sur un à cinq points de passage). Tout au long de la nuit et jusqu'au matin suivant, les chars et les véhicules poursuivent leur traversée du canal. La police militaire est chargée de coordonner cet énorme trafic, via l'utilisation de signaux codés de couleur,.

#### Secteur de Port-Saïd

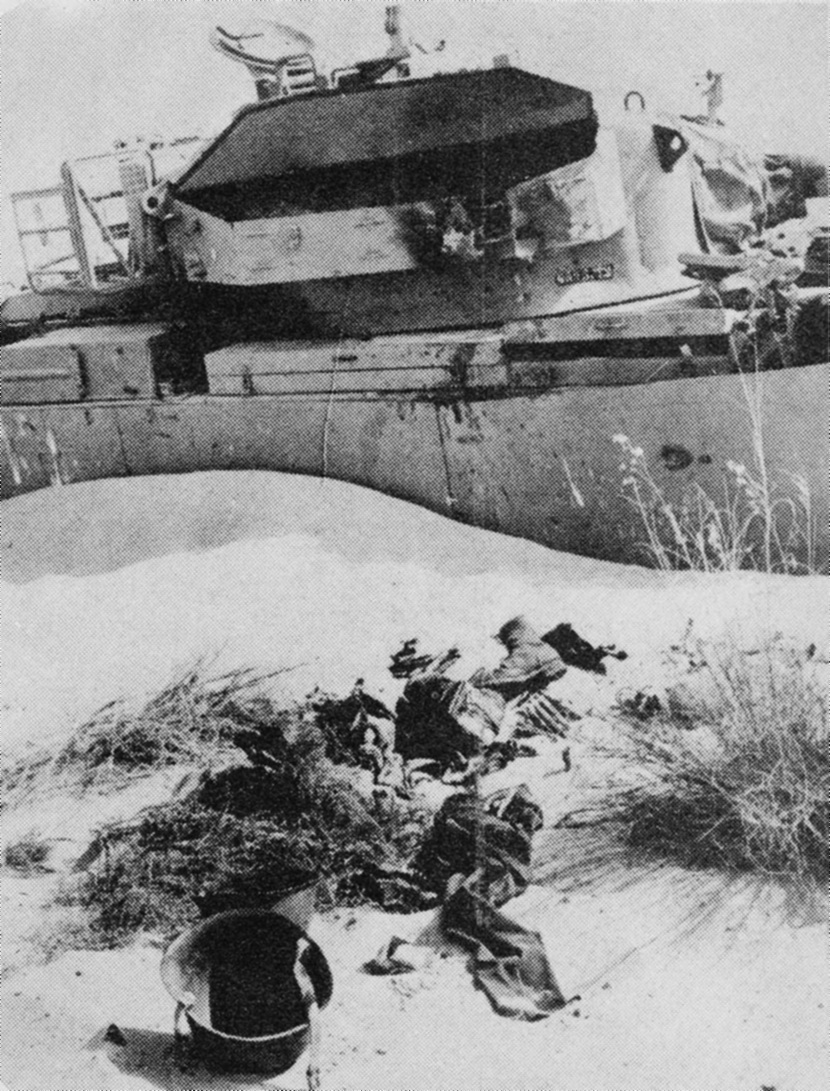
Char israélien Centurion hors-service, partiellement enfoui dans le sable.

Le secteur de Port-Saïd n'est pas rattaché à la 2e armée égyptienne mais fait l'objet d'un commandement militaire indépendant. Il inclut Port-Saïd, Port-Fouad et leurs environs, à la charge de deux brigades d'infanterie. Les opérations militaires dans cette zone sont dirigées contre trois fortifications israéliennes : « Budapest », « Orkal » et « Lahtzanit ». Comme pour le reste du front, l'offensive commence par un tir d'artillerie. Cependant, les armes à trajectoire élevée ne sont pas employées car l'aviation égyptienne survole le secteur, et il est donc fait appel à des canons à tir direct pour bombarder les positions israéliennes.
« Fort Lahtzanit », situé à 19 km au sud de Port-Fouad, est isolé par l'infanterie avant l'attaque, empêchant ainsi les renforts israéliens de l'atteindre. À 15 h, les Égyptiens créent une brèche dans le champ de mines et de barbelés entourant le fort, à la suite de quoi une force équivalente à une compagnie donne l'assaut aux défenses. À 15 h 30, le fort est déclaré sous contrôle par les Égyptiens. Ces derniers s'occupent de « nettoyer » les quelques casemates toujours occupées par des soldats israéliens, dont certains déposent les armes à la vue des lance-flammes. À 18 h, les soldats égyptiens ont terminé de sécuriser la position.

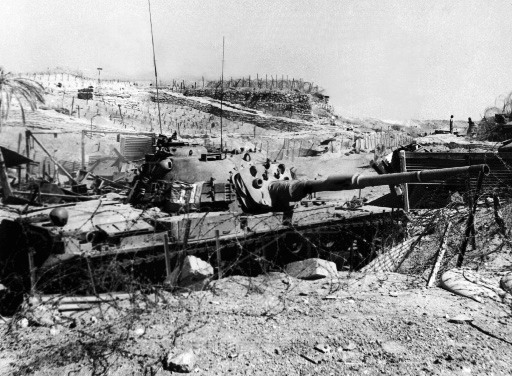
Char israélien M60 dans un des points fortifiés de la ligne Bar-Lev.

« Fort Orkal », à environ 10 km au sud de Port-Fouad, est aussi isolé dans un premier temps avant l'attaque. Les Égyptiens approchent par voie terrestre depuis Port Fouad, ainsi que par le Canal de Suez. L'attaque est rapidement bloquée car les hommes approchant du nord n'arrivent pas à traverser le champ de mines, laissant celles venant du canal clouées sur le mur de sable par les tirs ennemis. Une compagnie d'infanterie réussit finalement la traversée et renouvelle l'attaque depuis le sud, capturant plusieurs positions. Les renforts permettent bientôt la prise d'autres positions. Le 7 octobre, les derniers défenseurs tentent de se replier, mais sont tués ou capturés.
Situé sur une bande de terre étroite au sud-est de Port-Fouad, « Fort Budapest » est entouré d'eau des deux côtés. Le fort est pris sous des tirs d'artillerie et bombardé par l'aviation à partir de 14 h. Une compagnie Sa'iqa se charge de couper la seule route d'accès possible aux renforts, pendant qu'un bataillon venant de Port Fouad passe à l'attaque, avançant le long d'une bande de terre dépourvue de couverture naturelle. L'attaque du bataillon se heurte au champ de mines, de 600 mètres de profondeur. Les Égyptiens font face à une importante résistance de la part de la garnison du fort soutenue par l'aviation israélienne car la position est en dehors de la couverture du « parapluie » de missiles sol-air égyptien. Le bataillon est forcé de stopper son attaque et de battre en retraite, alors que l'unité Sa'iqa à l'est du fort continue d'empêcher des renforts de le rejoindre. Elle tient pendant quatre jours, avant de devoir elle aussi se replier. Une autre attaque le 15 octobre est proche de réussir mais elle échoue finalement, et « Fort Budapest » reste la seule position de la ligne Bar-Lev aux mains des Israéliens.

#### Actions navales
Le 6 octobre, la force navale égyptienne est à Bab-el-Mandeb, où elle brise le silence radio. Quant à 14 h, commence l'opération Badr, le contre-amiral Fouad Abu Zikry autorise la flotte à commencer le blocus par l'envoi d'un mot code. Les sous-marins et destroyers égyptiens interceptent les bateaux passant par Bab-el-Mandeb à destination de Eilat, et toute navigation maritime israélienne en mer Rouge cesse alors. Le blocus est un succès stratégique pour l'Égypte car l'armée de l'air et la marine israélienne sont incapables de le briser à cause de l'importante distance entre Israël et Bab-el-Mandeb. Un blocus naval est aussi mis en place en mer Méditerranée, avec un taux de réussite excédant les 80 %. Des mines sont larguées à l'entrée du golfe de Suez empêchant Israël de transporter le pétrole des champs du Sinaï vers Eilat. L'information du blocus est censurée en Israël.
Mis à part le blocus naval, la marine égyptienne est chargée de plusieurs autres missions. L'artillerie côtière à Port-Saïd participe à la préparation feu en bombardant « Fort Budapest » et « Fort Orkal », tandis que celle de Suez frappe des cibles face à la 3e armée. Des navires lance-missiles bombardent Rumana et Ras Beyron sur la Méditerranée, Ras Masala et Ras Sidr dans le golfe de Suez, ainsi que Charm el-Cheikh. Des nageurs de combat opèrent des raids sur les installations pétrolières à Bala'eem, sabotant les puits de forage. Plusieurs batailles navales ont lieu entre navires lance-missiles égyptiens et israéliens au large de Port-Saïd et Damiette, dont une le 8 octobre, quand une flottille de dix bateaux lance-missiles israéliens tente de bombarder des cibles côtières le long du delta du Nil. Quatre navires lance-missiles égyptiens de la classe Osa affrontent alors six d'entre eux, menant à la bataille de Damiette au cours de laquelle trois vedettes lance-missiles égyptiennes sont coulées en l'espace de quarante minutes, sans qu'aucune perte ne soit comptabilisée côté israélien,,. L'Égypte affirme de son côté avoir coulé quatre cibles israéliennes, trois semblant être des bateaux lance-torpilles et le dernier un navire lance-missiles.
Selon Chaim Herzog, Israël répond en mettant elle aussi en place un blocus maritime de l'Égypte, qui crée alors des dommages à l'économie égyptienne. Cependant, les routes maritimes vers les principaux ports d'Égypte (Alexandrie sur la Méditerranée et Port Safaga sur la mer Rouge) restent ouvertes et sécurisées pendant la durée de la guerre.

### 7 octobre

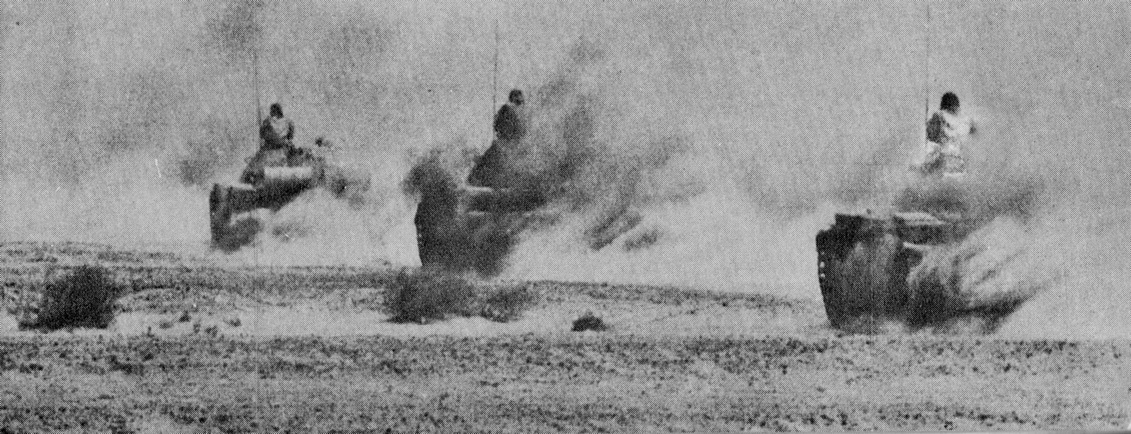
Chars égyptiens avançant dans le désert du Sinaï.

#### Avancée égyptienne
Durant les premières heures du dimanche 7 octobre, juste après minuit, l'infanterie égyptienne, dorénavant soutenue par les blindés, avance afin d'étendre les têtes de pont. Les formations blindées israéliennes ont subi de lourdes pertes (au moins 60 % de la division du Sinaï) en essayant obstinément de rejoindre la ligne Bar-Lev et sont maintenant désordonnées et déboussolées. Beaucoup d'unités israéliennes, cependant, résistent opiniâtrement à l'avancée égyptienne. Par deux fois durant la nuit du 6 au 7 octobre, des groupes de chars et d'infanterie pénètrent les têtes de pont pour rejoindre le canal, où ils arrivent à endommager deux ponts et détruire un certain nombre de ferries. Encerclés de toute part toutefois, ces unités sont rapidement détruites. Avant le lever du soleil les têtes de pont ont atteint une profondeur de 6 à 9 km, et les unités d'attaque israéliennes se replient. Avec suffisamment de blindés sur la rive est, les renforts en infanterie commencent à traverser. Au soir du 7 octobre, 50 000 hommes et 400 chars égyptiens sont ainsi répartis sur les cinq têtes de pont, du Sinaï au canal de Suez. Les forces égyptiennes se sont réorganisées et retranchées dans l'éventualité d'une contre-attaque israélienne,.
David Elazar continue de donner à Gonen l'ordre d'évacuer les soldats des points fortifiés qui ne sont pas encore cernés, bien que le 7 octobre, la plupart des défenses israéliennes sont encerclées. Les pertes égyptiennes au matin du 7 octobre font état de 280 morts et de 20 chars détruits. Du côté israélien les chiffres sont nettement plus importants : la brigade de la ligne Bar-Lev est complètement cernée et la plupart de ses membres sont morts ou blessés et 200 d'entre eux capturés. Les pertes en blindés sont estimées à 200 ou 300 chars,. Selon Edgar O'Ballance, les pertes se montent à environ 200 blindés au matin, mais plusieurs bataillons lancent des attaques pour tenter de regagner les forts autour d'El Qantara, mais aussi pour atteindre ceux du sud et du centre, ce qui cause de nouvelles pertes avec plus de 50 chars détruits. Dans les jours qui suivent, quelques défenseurs de la ligne Bar-Lev réussissent à briser les forces égyptiennes et à regagner leurs lignes, ou bien sont récupérés lors des contre-attaques qui se préparent.

#### Progression du conflit

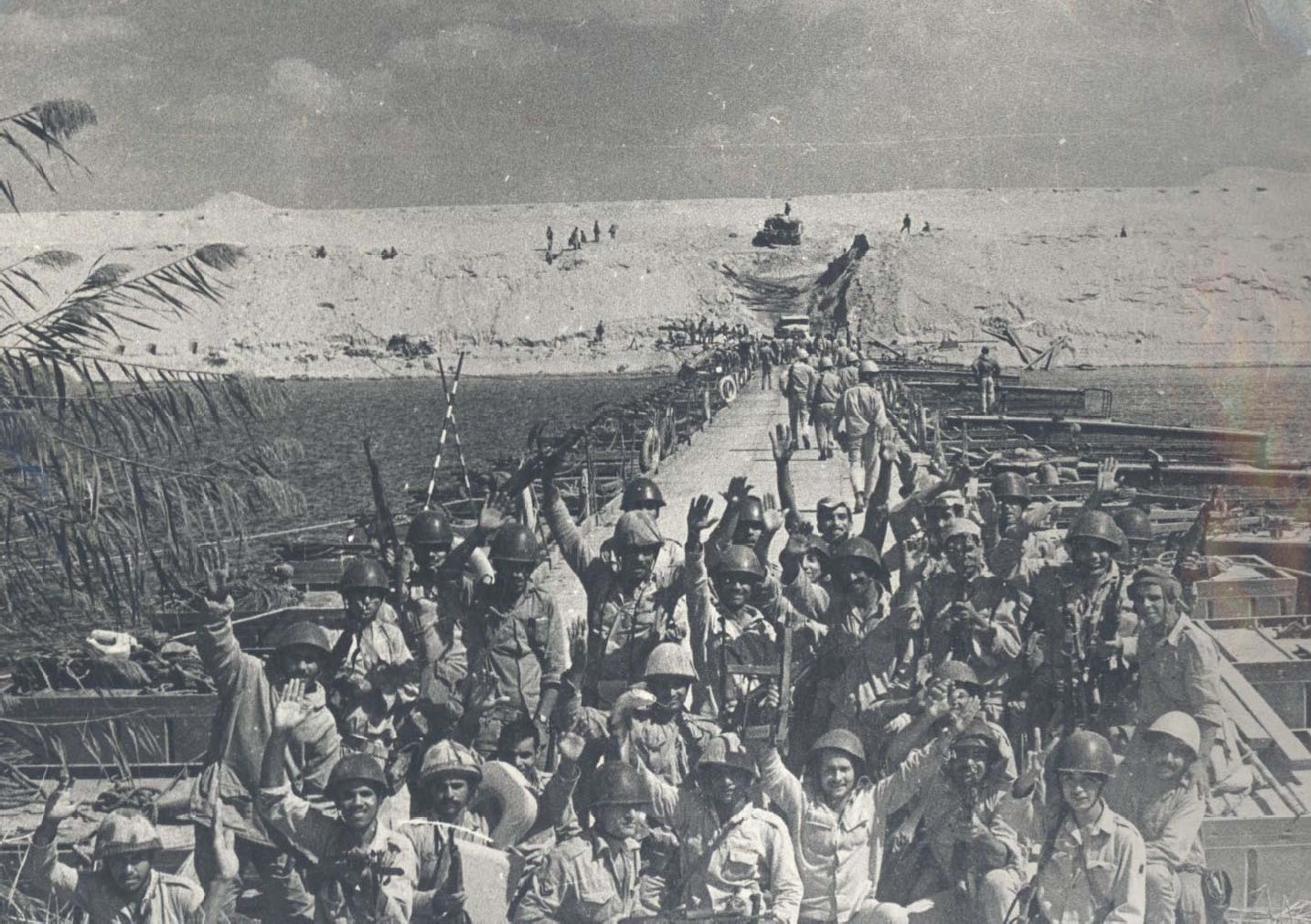
Soldats égyptiens posant devant l'un des ponts mis en place pour la traversée du canal.

À mesure que l'ampleur des pertes israéliennes devient plus claire, Gonen prend vers midi la décision de former une ligne défensive sur la Route Latérale, 30 km à l'est du canal, et donne l'ordre à ses commandants de division de se déployer en conséquence. À midi, les éléments de la 162e division d'Abraham Adan et de la 143e division d'Ariel Sharon commencent à rejoindre le front. À la suite de quoi Gonen divise le front en trois commandements distincts; Adan est déployé dans le secteur nord, Sharon dans le secteur central, et Mandler dans le secteur sud.
Les frappes aériennes continuent toute la journée, et le Commandement Sud reçoit des rapports optimistes pendant l'après-midi de la part de l'IAF, qui annoncent la destruction de sept ponts, les derniers devant être détruits dans la soirée. En fait, plusieurs des ponts détruits s'avèrent être des leurres. Les vrais ponts sont par ailleurs, vite réparés et remis en service. Dix ponts lourds ont été mis en place pour la traversée (deux ponts dans le sud sont érigés mais non opérationnels). En date du 7 octobre, cinq de ces ponts ont été enlevés et mis de côté avec les deux de réserve, laissant chaque division avec un pont lourd et un pont léger. Les forces égyptiennes élargissent ce jour-là leurs têtes de pont afin de réduire l'écart (presque 15 km) les séparant. Pendant ce temps, le haut commandement travaille à l'organisation de ses forces sur la rive est. Les troupes égyptiennes ont traversé avec 24 heures de ravitaillement. Le dimanche, il devient nécessaire de les réapprovisionner, alors que les unités administratives et d'approvisionnement sont en plein désarroi, et aux problèmes du sud s'ajoute la mise en place trop éloignée de ponts, handicapant les efforts d'approvisionnement.
Le 7 octobre offre une pause relative dans les combats intenses qui ont lieu, permettant aux Égyptiens de mettre en place une administration sur le champ de bataille. À la tête de pont de la 19e division, au sud, tous les efforts faits pour installer trois ponts à cet endroit sont abandonnés à cause de difficultés avec le terrain. Du coup, l'approvisionnement et les renforts destinés à la division sont transférés jusqu'aux ponts de la 7e division au nord, où les hommes du génie ont plus de chance dans l'installation des ponts. Les combats ne cessent pas pour autant sur tout le front, la plupart se tenant aux environs des défenses israéliennes et des points fortifiés assiégés qui résistent toujours. Pendant ce temps les unités Sa'iqa larguées dans le Sinaï le jour précédent commencent à engager les réservistes israéliens montant au front. Les zones principales de l'opération sont les passes de la montagne centrale, les routes côtières au nord, et les environs du golfe de Suez. Un bataillon, transporté par 18 hélicoptères, capture la passe Ras Sidr au sud de Port Taoufik, près du golfe de Suez. Pendant le trajet, quatre hélicoptères sont abattus, mais les survivants, parmi lesquels 9 membres d'équipage, arrivent à se regrouper avec le reste du bataillon. Ce dernier tient la position jusqu'à la fin de la guerre, dans des conditions extrêmes, empêchant les réservistes israéliens d'utiliser la passe pour atteindre le front. Deux compagnies essayent de s'établir au centre du Sinaï, entre Tasa et Bir Gifgafa. L'interception aérienne israélienne force six hélicoptères à effectuer un atterrissage forcé après avoir été touchés, pendant que deux autres font demi-tour et battent en retraite. Les atterrissages d'urgence causent de nombreuses pertes, surtout dues aux brûlures, mais les survivants entament la marche retour jusqu'à leurs lignes. Seuls quatre hélicoptères atteignent la zone d'atterrissage indiquée, mais ils ne peuvent pas redécoller, ce qui renseigne sur la nature risquée de ces opérations. Bien que n'ayant plus qu'un tiers de leur force d'origine, les Sa'iqa réussissent à bloquer les réservistes israéliens pendant plus de huit heures. Les deux compagnies sont presque complètement éliminées, avec 150 morts dont 15 officiers. Les estimations israéliennes affirment qu'entre dix à vingt hélicoptères ont été abattus lors du premier jour de guerre.

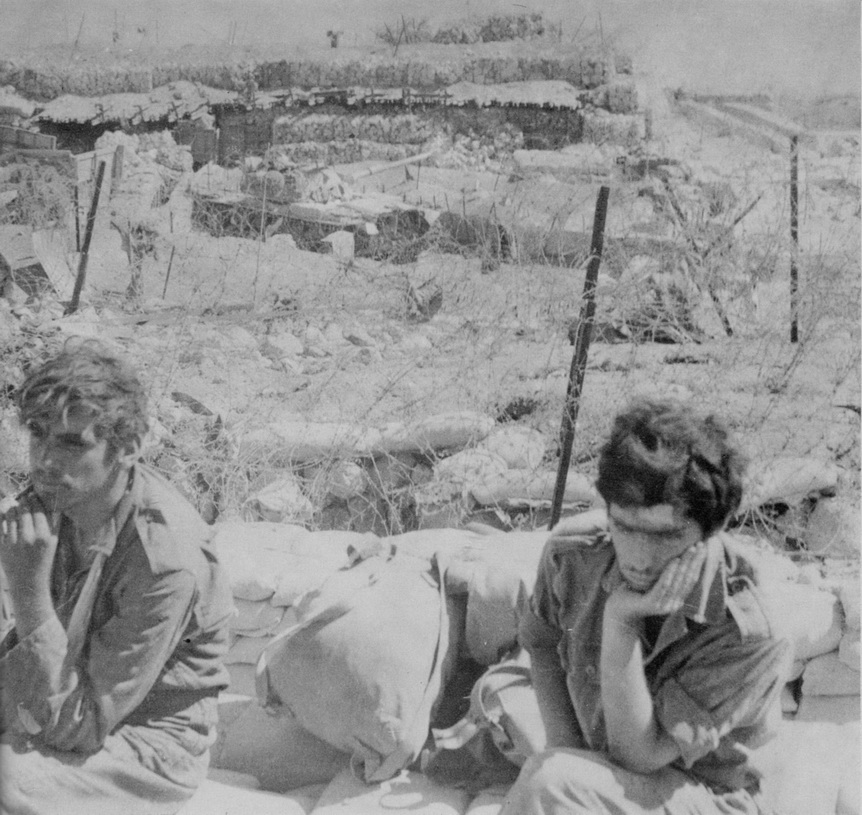
Prisonniers de guerre israéliens.

Dans le nord du Sinaï, une compagnie Sa'iqa prend position le 6 octobre le long de la route côtière entre Romani et Baluza. Le jour suivant, elle tend une embuscade à la brigade blindée du colonel Natke Nir, une des constituante de la division d'Adan, détruisant environ 18 chars ainsi que d'autres véhicules. La route côtière est bloquée pendant plus de cinq heures. L'infanterie aéroportée israélienne est réquisitionnée pour aider les blindés, et dans la bataille qui s'ensuit, 12 autres chars et 6 autochenilles sont détruits. Quelque 30 soldats de la brigade sont tués alors que la compagnie Sa'iqa déplore 75 morts. En plus de retarder les renforts israéliens, les commandos réalisent des opérations de sabotage. Les rapports concernant ces opérations sont sujets à controverse. Certaines sources affirment que les commandos subissent de nombreuses pertes et ne sont pas efficaces. Cependant, il est évident que ces opérations infligent des dégâts et créent de la confusion et de l'anxiété chez les Israéliens, qui détournent des ressources afin de contrer ces menaces, tandis que les réservistes sont retardés. Un commandant de division israélien a d'ailleurs félicité, plus tard les Sa'iqa égyptiens,.
La ville d'El Qantara est aussi le spectacle d'âpres combats quand la 18e division engage les forces israéliennes dans la cité et ses alentours. Au petit matin le commandant de division, le général de brigade Fouad 'Aziz Ghali, arrive à établir son poste de commandement sur cette position. Des combats rapprochés et des corps à corps ont lieu quand les Égyptiens se chargent de nettoyer la ville fantôme immeuble par immeuble. Les combats sont intenses et, à la fin de la journée du 7 octobre, la ville et sa périphérie, ainsi que deux fortifications voisines de la ligne Bar-Lev, sont sous contrôle égyptien,,.

#### Conférence israélienne à Umm Hashiba
David Elazar, encouragé par les rapports de succès de l'IAF, décide de se rendre au Commandement Sud israélien. Il est accompagné de son aide, le colonel Avner Shalev et de l'ancien chef d'état-major israélien, Yitzhak Rabin. Elazar arrive au poste de commandement avancé de Gonen à Gebel Umm Hashiba à 18 h 45 ; ceux qui l'accueillent sont Gonen, Adan et Mandler. Sharon arrive seulement après que la réunion soit terminée,.
À la conférence, étant donné le peu d'informations disponibles sur les dispositions et les intentions égyptiennes, et à cause d'une pénurie en infanterie et en artillerie, les commandants estiment qu'ils ne pourront pas briser le siège autour des points fortifiés du canal dans un futur proche. Un consensus général est trouvé sur le fait d'attaquer les forces égyptiennes pour les déstabiliser, mais aucun plan sur la façon de le faire n'est arrêté. Le Commandement Sud compte sur 640 chars pour le lundi 8 octobre, dont 530 d'entre eux seront répartis sur trois divisions : 200 chars pour Adan, 180 pour Sharon, et 150 pour Madler après remplacement de ses pertes. Les estimations portent le nombre de chars égyptiens à 400, alors qu'en fait 800 d'entre eux ont traversé le canal au dimanche soir. À la lumière de cette apparente supériorité, Gonen recommande une attaque frontale à la nuit tombée, avec une traversée vers la rive ouest de la 162e division d'Adan à El Qantara, tandis que la 143e division de Sharon traversera au niveau de la ville de Suez. Adan cependant, en manque d'infanterie, réclame une approche prudente jusqu'à ce que d'autres réservistes arrivent sur le front,.
Elazar, favorable aussi à la prudence, décide d'une attaque limitée au matin du 8 octobre. Adan attaquera au sud la 2e armée, en restant à une distance de 3 à 5 km du canal, évitant ainsi les armes antichar égyptiennes. Sharon continuera l'exploration au sud vers Ismaïlia, se rendant ensuite à Tasa pour aider Adan si besoin. Reste en suspens la question d'une contre-traversée israélienne si les Égyptiens s'effondrent face aux contre-attaques israéliennes. Si Adan réussit, Sharon doit attaquer les têtes de pont de la 3e armée d'une façon similaire à Adan, puis traverser vers la rive ouest. Mandler restera en défense, réorganisant sa division qui a été malmenée lors des combats, et ne comptant plus qu'une petite douzaine de chars. Elazar souligne clairement qu'aucune traversée ni aucune tentative d'atteindre les fortifications ne doit avoir lieu sans son accord. La réunion prend fin à 2 h.
Ce n'est que plus tard que Sharon arrive, en ayant manqué toute la réunion. Après avoir parlé avec Gonen et les autres commandants, une fois Elazar parti, Sharon recommande un assaut immédiat afin de soulager les points forts assiégés. Gonen souligne que cela a été l'objectif des efforts israéliens lors des 14 à 16 dernières heures, en vain. Cependant il ne rejette pas complètement l'idée de Sharon, et lui demande effectivement de se préparer pour une telle attaque, promettant une décision finale sur le sujet avant 6 h. Finalement, Sharon se conforme au plan original d'une attaque limitée le jour suivant.

### 8 octobre

#### Consolidation de la traversée

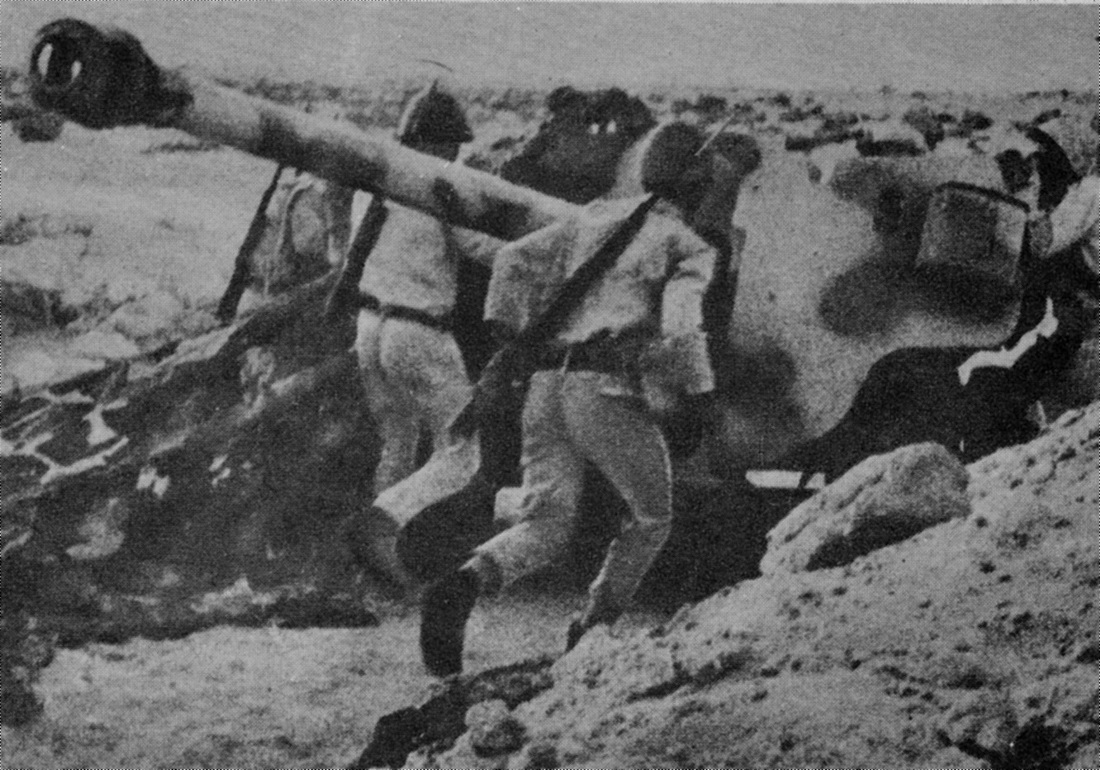
Soldats égyptiens déplaçant un canon antichar.

Les cinq divisions têtes de pont fusionnent le lundi 8 octobre en deux armées : la 2e armée, avec ses trois divisions, occupe une zone allant d'El Qantara au nord jusqu'à Deversoir au sud, tandis que la 3e armée, avec deux divisions, occupe une zone de l'extrémité sud des lac Amers jusqu'à un point au sud-est de Port Tawfiq (à l'extrémité du canal). Ces deux têtes de pont comptent au total 90 000 hommes et 980 chars, retranchés et bien établis. Chaque division déploie, en accord avec l'opération Badr, deux brigades d'infanterie pour la partie avancée, et une brigade d'infanterie mécanisée en deuxième échelon. Une brigade blindée reste en réserve. Les Égyptiens ont établi des défenses antichar le long de leurs lignes grâce à l'emploi de missiles antichar Sagger, de lance-roquettes, de canons sans recul antichar B-10 et B-11,.
À l'aube, un incident de tir fratricide a lieu alors que les 2e et 16e divisions de la 2e armée sont sur le point de combler l'écart les séparant. Lors de l'escalade d'une crête, deux pelotons de chars provenant de deux divisions différentes s'affrontent à une distance de 460 mètres. Les équipages sont tellement sous tension qu'ils ouvrent le feu immédiatement. Chaque peloton perd deux de ses trois chars par des tirs directs en quelques minutes, et plusieurs hommes sont tués. El-Shazly visite le front au petit matin avant l'attaque israélienne pour évaluer la situation. Il arrive au quartier général de la 2e armée où il est mis au courant de la situation, se rend au quartier-général avancé de la 2e division, où il rencontre le général de brigade Hasan Abu Sa'ada, puis il visite les troupes sur la ligne de front. Beaucoup de soldats n'ont pas dormi depuis deux nuits, mais la réussite de la traversée a un effet positif sur leur moral.
Shazly se rend ensuite dans le sud à la tête de pont de la 7e division dans le secteur de la 3e armée, où la circulation est presque à l'arrêt. Il rencontre le commandant de la 7e division, le général de brigade Badawy, qui l'informe des problèmes rencontrés dans l'érection des ponts par les hommes du génie de la 19e division plus au sud, obligeant les fournitures et les renforts destinés à la 3e armée à passer par les ponts déjà congestionnés de la 7e division, créant par la même un important bouchon. Malgré l'accalmie du dimanche, la situation ne s'est pas améliorée. Cela crée des complications, notamment quand des soldats ou des chars perdent le contact avec leurs unités et, par conséquent, n'ont aucune idée de leur position désignée. De nombreuses troupes n'ont plus beaucoup de provisions et certaines retournent sur la rive ouest du canal afin de faire le plein de nourriture et d'eau.
Après s'être entretenu avec les officiers du génie des 2e et 3e armées, El-Shazly apprend que l'IAF, malgré de nombreuses pertes, a détruit tellement de sections des ponts que les Égyptiens ont perdu l'équivalent de trois ponts lourds, ne laissant plus que quatre ponts en réserve ainsi que les cinq actuellement en place sur le canal. Cela donne lieu à des préoccupations concernant l'approvisionnement dans les prochains jours et semaines. El-Shazly étudie alors la possibilité de construire trois ponts dans le canal en utilisant de la terre et du sable. Ceci créera des chaussées insensibles aux frappes aériennes et à l'artillerie. Le responsable du génie de la 3e armée, avec qui El-Shazly discute de cette idée, est plutôt confiant dans le fait que, si on lui donne assez de bulldozers, les chaussées pourront être construites en une semaine.

#### Contre-attaque israélienne

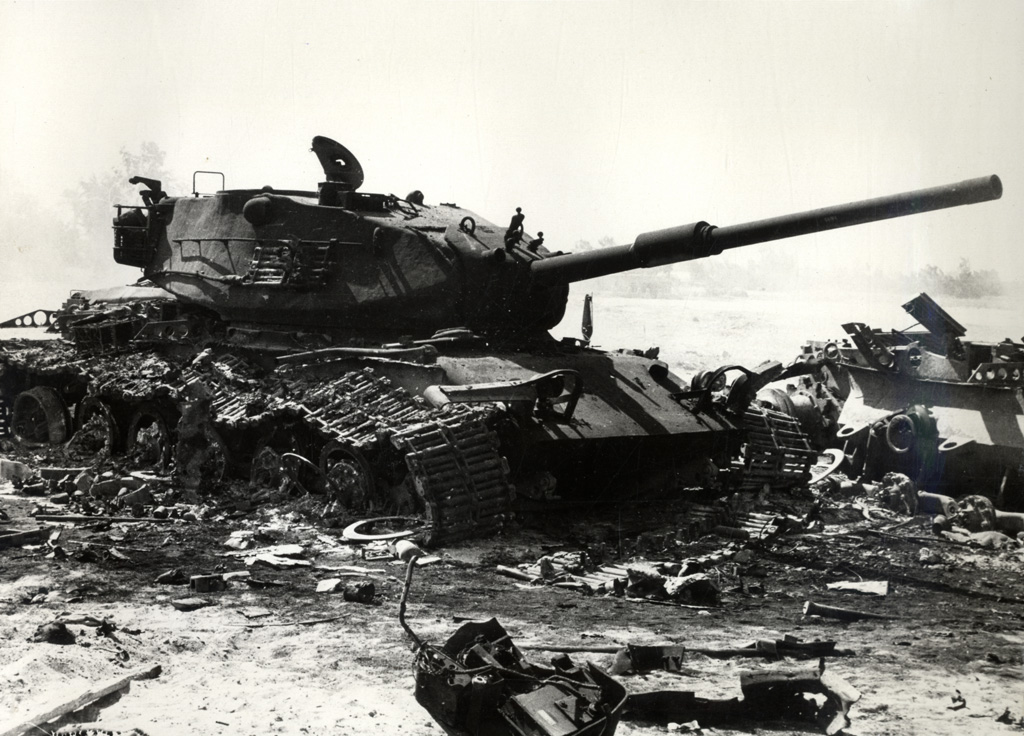
Une épave d'un blindé israélien après une contre-attaque.

Peu après minuit, le 8 octobre, des rapports de terrain optimistes s'attendant à un effondrement égyptien imminent poussent Gonen à changer les plans de l'attaque. Adan entend attaquer en direction des fortifications de Firdan et d'Ismaïlia. Le changement n'est pas basé sur des renseignements tactiques précis, ce qui va causer une certaine confusion chez les commandants israéliens pour le reste de la journée.
La division d'Adan progresse le long de la route Baluza–Tasa vers le nord. Sa division est composée de la brigade du colonel Natke Nir avec 71 chars, de la brigade de Gabi Amir avec 50 chars M60, de la brigade d'Aryeh Keren avec 62 chars (toujours en route vers la zone), soit un total de 183 chars. Adan a toujours dans l'idée d'éviter les armes antichar égyptiennes en déplaçant la brigade d'Amir plus au sud entre les routes de l'Artillerie et Lexique (l'ancienne route court le long du canal, et jusqu'à 10-15 km à l'est de ce dernier), pour atteindre une position qui reliera la brigade à la fortification « Hizayon » face à Firdan et « Purkan » face à Ismailia. Nir doit se déplacer de la même façon pour relier « Purkan ». Keren doit progresser à l'est de la route de l'Artillerie et positionner sa brigade face à la fortification de Matzmed à l'extrémité nord des lacs Amer. Une brigade d'infanterie mécanisée avec 44 Super Sherman doit rejoindre l'attaque le matin suivant. Il n'y a peu voire pas de soutien aérien pendant l'attaque car l'IAF se concentre sur le front syrien.
À 7 h 53, quelques minutes avant que l'attaque ne commence, les forces israéliennes près d'El Qantara sont engagées férocement par une brigade composant le flanc droit de la 18e division, alors que les troupes égyptiennes cherchent à sécuriser la ville et ses environs. Fouad, le commandant de division soutient la brigade avec deux compagnies de chars T-62. Afin d'éviter que les forces israéliennes de la zone ne soient débordées, Gonen ordonne à Nir de rester à El Qantara pour aider à contenir l'attaque égyptienne. Ce qui laisse Adan avec seulement 50 chars sous le commandement d'Amir pour mener à bien l'attaque. Amir prend la route vers le sud à 8 h 6, et doit se tenir prêt à rejoindre les fortifications au signal d'Adan. Keren est toujours en route vers la zone. Une fois que sa brigade arrive, il doit conduire un assaut contre la tête de pont de la 16e division en direction de Matzmed. Néanmoins, Amir commet une erreur de navigation, et au lieu de se déplacer à 3 km du canal, il avance sur la route de l'Artillerie, à 15 km de là. Par conséquent, Amir va être forcé de mener une attaque frontale dans la direction est-ouest au lieu de la manœuvre sur le flanc nord-sud qu'Adan a planifié.
La brigade d'Amir commence à rejoindre la plaine entre la route de l'Artillerie et le pont de Firdan à 9 h. Aucune résistance égyptienne d'importance n'est rencontrée. La brigade a pour objectif d'attaquer la tête de pont de la 2e division. Abu Sa'ada, commandant la division, a sous ses ordres la 24e brigade blindée comme division de réserve, mais n'a pas le droit de l'engager en cas de pénétration israélienne. Gonen demande à Adan de rejoindre la fortification d'« Hizayon », et contacte Elazar à Tel Aviv à 9 h 55 afin de demander l'autorisation de traverser le canal. Gonen omet ou ignore cependant les rapports négatifs, et transmet seulement les développements positifs à Elazar. Ce dernier, alors en réunion, communique avec Gonen par l'entremise de son assistant et approuve la traversée, donnant aussi à Sharon la permission d'avancer vers le Sud. À 10 h 40, Gonen ordonne à Adan de traverser vers la rive ouest et à Sharon d'avancer vers la ville de Suez. À court de moyens, Adan demande que Sharon envoie un bataillon afin de protéger son flanc sud. Gonen y consent, mais Sharon n'obéit pas, et par conséquent plusieurs positions critiques sont perdues au bénéfice des Égyptiens.
Juste avant que l'assaut ne commence, un des bataillons d'Amir se retire afin de refaire le plein en munitions et en essence. L'autre bataillon lance l'assaut à 11 h. Quelque 25 chars prennent part à un assaut prévu à l'origine pour 121 chars. Les Israéliens pénètrent les premières troupes égyptiennes et avancent à environ 800 mètres du canal. À partir de là, ils sont pris sous un feu nourri par les armes antichar, l'artillerie et les chars égyptiens. Le bataillon perd 18 chars en quelques minutes, et la plupart de ses commandants sont soit tués soit blessés. De son côté Nir se retire d'El Qantara, laissant un bataillon derrière, et arrive face au pont de Firdan à 12h30 avec deux bataillons de chars. Tandis qu'Amir et Nir mettent au point un plan d'attaque, Keren arrive et Adan lui ordonne de soutenir Nir et Amir en attaquant dans la direction de Purkan. Pendant ce temps, Sharon quitte Tasa et se dirige vers la ville de Suez, laissant une seule compagnie de reconnaissance tenir les crêtes vitales d'Hamadia et de Kishuf, et rien pour les collines au nord, comme Hamutal. Keren hérite de la responsabilité de ces zones, mais l'action de Sharon rend plus dangereuse la situation d'Adan.
La brigade d'Amir maintenant réduite à un bataillon, a pour tâche d'attaquer avec l'aide de la brigade de Nir et de ses 50 chars. À la surprise d'Amir, un bataillon blindé de réserve de 25 chars commandé par le colonel Eliashiv Shemshi arrive dans la zone, alors en route pour rejoindre la brigade de Keren. À court de moyens, Amir, avec l'approbation d'Adan, prend le commandement du bataillon de Shemshi, et lui donne l'ordre de fournir une couverture feu pendant l'assaut de Nir sur le pont de Firdan.

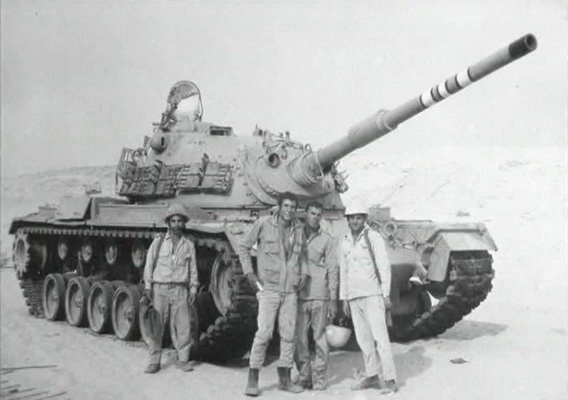
Soldats égyptiens posant devant un char M60 israélien capturé intact pendant l'.

À environ 13 h, un groupe de reconnaissance de la 2e division découvre environ 75 chars regroupés au nord-est de la tête de pont. Dix minutes plus tard, les Égyptiens interceptent un signal radio en hébreu. Nir y informe son commandement qu'il sera prêt à attaquer d'ici vingt minutes. Malgré le peu de temps restant, Abu Sa'ada décide de tenter un coup risqué. Estimant, à juste titre, que l'attaque qui se prépare sera dirigée contre ses deux brigades avancées, le point faible de ses lignes, Abu Sa'ada prévoit alors d'attirer les forces israéliennes vers sa tête de pont à moins de 3 km du canal avant de les attaquer de tous les côtés, en engageant toutes ses réserves antichar. À 13 h 30, l'attaque est lancée par les brigades d'Amir et de Nir. Un manque de coordination et des difficultés de communication entre les deux brigades entrave l'attaque. Les deux bataillons de Nir attaquent en même temps sur deux plans différents. Les Égyptiens permettent aux Israéliens d'avancer puis les encerclent. Quand les assaillants entrent dans la zone prévue, les blindés égyptiens de la 24e brigade ouvrent le feu sur les chars en mouvement, aidés par les armes antichar de l'infanterie placées sur les deux flancs des forces israéliennes, tandis que les détachements de destruction de chars attaquent par l'arrière. En l'espace de 13 minutes, la plus grande partie de la force israélienne est détruite (les Égyptiens anéantissent plus de 50 chars et en capturent huit intacts). Parmi les prisonniers se trouve le lieutenant-colonel Asaf Yaguri, chef de bataillon, qui perd 32 hommes de son unité. À la fin de l'attaque, Nir n'a plus que quatre chars opérationnels, incluant le sien. Le bataillon de Gabi Amir, attaquant à la droite de Nir, est forcé de stopper son avance après avoir rencontré une solide résistance. Amir réclame un soutien aérien plusieurs fois, mais n'en reçoit aucun,,.

#### Percée égyptienne

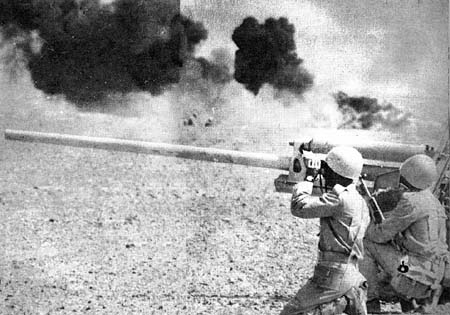
Tir de barrage de l'artillerie égyptienne.

L'opération Badr prévoit un élargissement des têtes de pont à partir du 8 octobre. Pour accomplir cette mission, chacune des cinq divisions d'infanterie doit réorganiser ses forces. Les brigades d'infanterie mécanisée du deuxième échelon des lignes de division se déplacent entre les brigades d'infanterie avancées. Les brigades mécanisées se retrouvent en première ligne, avec les deux brigades d'infanterie en deuxième ligne, et la brigade blindée de réserve constituant le troisième échelon. Durant l'après-midi du 8 octobre, des tirs de barrage de l'artillerie et des frappes aériennes égyptiennes sont effectuées sur tout le front contre les forces israéliennes. Les Israéliens, pensant être dans une phase de contre-offensive, sont surpris à la vue de l'avancée des troupes égyptiennes. Toutes les troupes égyptiennes en mouvement ne sont cependant pas capables de couvrir les 12 km nécessaires pour contrôler la route de l'Artillerie, mais chaque division tient des positions à plus de 9 km de profondeur. Dans le secteur de la 2e armée, la 16e division d'infanterie est la plus méritante car elle occupe les positions stratégiques de Mashchir, Televiza, Missouri et Hamutal après avoir combattu entre 14 h et 16 h 30. Hamutal est à 15 km du canal et offre une vue sur la jonction entre Ismalïa et la route de l'Artillerie. Le général de brigade Adil Yusri y perd sa jambe en commandant l'attaque de sa brigade sur ces positions.
L'avancée la plus importante s'effectue dans le secteur de la 3e armée, où la tête de pont s'étend sur une profondeur de 18 km,. Les Égyptiens s'emparent aussi de plusieurs autres forts de la ligne Bar-Lev. Les Israéliens tentent alors de regagner le terrain perdu. La brigade de Keren s'organise pour un assaut sur la colline d'Hamutal. Pendant qu'un bataillon fournit l'appui feu, deux autres bataillons, sous le commandement des colonels Dan Spair et Amir (à ne pas confondre avec le commandant de brigade Gabi Amir) attaquent avec 27 chars. À 1 km des positions égyptiennes, Dan Spair est tué quand son char est touché par un tir direct, perturbant ainsi l'attaque de son bataillon. Quant au bataillon d'Amir, il combat jusqu'à la tombée de la nuit après avoir perdu 7 chars.
Gonen, commençant à réaliser la gravité de la situation d'Adan, ordonne vers 14 h 45 à Sharon de se retirer et de revenir à sa position initiale. La brigade blindée d'Erez réussit à soutenir Keren, mais le manque de coordination entre les commandants conduit à l'échec des tentatives ultérieures pour capturer la colline d'Hamutal. À la fin de la journée, la division d'Adan a perdu environ 100 chars à elle seule.

## Revirement de situation

### Intervention américaine

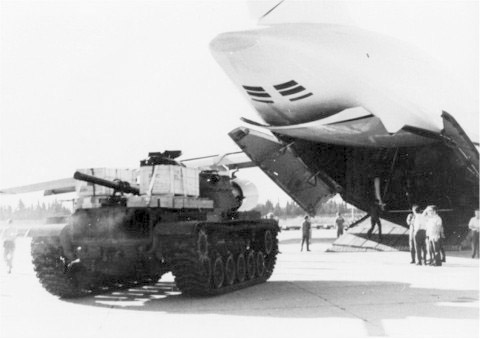
Un char M60 débarquant d'un avion au cours du pont aérien mis en place pendant l'.

L'opération Badr est la première bataille de la guerre du Kippour dans le Sinaï, et la première victoire majeure arabe face aux israéliens depuis des années. En repoussant la contre-attaque d'une division le 8 octobre, et en établissant des têtes de pont sur la rive est d'une profondeur d'environ 15 km, les Égyptiens ont rempli les objectifs prévus par le plan initial de l'opération,. Au début de la guerre, le Secrétaire d'État américain Henry Kissinger pense que les Israéliens, mieux équipés, vont s'assurer une victoire facile en quelques jours, et donc retarder un cessez-le-feu au Conseil de sécurité des Nations unies. La contre-attaque du 8 octobre cependant, va à l'encontre des attentes américaines. Kissinger est pris de court quand il apprend l'augmentation des pertes israéliennes le matin du 9 octobre par l'ambassadeur israélien Simcha Dinitz ; il lui demande : « Expliquez-moi comment peut-on perdre 400 chars face aux Égyptiens ? » Meir autorise l'assemblage de 13 armes atomiques la veille, et demande que les missiles Jericho et les F-4 se tiennent prêt à intervenir. Dinitz a peut-être tenté d'effrayer Kissinger avec l'utilisation d'armes nucléaires contre l'Égypte et la Syrie, afin de souligner l'urgence de la situation israélienne et pousser les États-Unis à mettre en place un pont aérien afin de remplacer les pertes israéliennes. Plus tard ce même jour, Kissinger relaie à Diniz la décision du président des États-Unis, Richard Nixon, de lancer l'opération Nickel Grass (qui vise à remplacer toutes les pertes matérielles israéliennes),,.

### Enlisement
L'opinion dominante de Kissinger et de nombreux officiers de Tsahal sur le front du Sinaï, est que le cours des choses va rapidement tourner en leur faveur. Le déroulement des combats du 8 octobre est ressenti comme un choc. À la fin de la journée, Gonen affirme : « Ce n'est pas l'armée égyptienne de 1967. » Dans une conférence de presse la nuit du 8 octobre, avant que ne soit connue la défaite de la contre-offensive, Elazar affirme que la destruction de l'armée égyptienne est en cours, et que l'IDF va bientôt « briser les os des militaires arabes ». Plus tard, il regrette ces affirmations,. Les commandants israéliens commencent à douter des capacités de Gonen. Lors d'une réunion avec les commandants israéliens après minuit le 9 octobre, Elazar décide de suspendre les opérations offensives jusqu'à ce que les Syriens soient neutralisés, dès qu'il apprend la perte des 400 chars dans le Sinaï. Ignorant cet ordre, la division de Sharon organise une attaque majeure le jour suivant. Malgré des succès initiaux, les Israéliens sont repoussés à la fin de la journée sans avoir gagné quoi que ce soit, et perdant même 60 chars supplémentaires dans la manœuvre. Gonen est furieux contre Sharon, pas seulement parce que celui-ci a enfreint sa décision de rester en défense, mais aussi parce qu'il a désobéi à ses ordres directs à de nombreuses occasions. Elazar est également furieux, mais plutôt que de relever Sharon, commandant insubordonné mais prenant des initiatives et avec des connexions politiques dans le parti d'opposition, il décide de remplacer Gonen, qui a prouvé qu'il était dépassé, jugé inapte à commander des opérations. L'ancien chef d'état-major Haïm Bar-Lev sort de sa retraite pour remplacer Gonen. Afin de ne pas donner l'impression de le congédier, Gonen est nommé par Elazar adjoint de Bar-Lev. Le 10 octobre, le front s'installe dans une impasse,.
Le succès obtenu avec l'opération Badr étonne les commandants égyptiens, dont la confiance a augmenté. Sadate est poussé à continuer l'offensive en direction des cols du Sinaï, mais il reste inflexible, s'en tenant à l'idée originale de mener une guerre limitée. Ahmed Ismail et Shazly sont aussi de l'avis de Sadate. Toutefois, les appels des Syriens, dont la situation est très difficile au 9 octobre, force finalement Sadate à changer d'idée pour des raisons politiques, contre les protestations de ses commandants. Par conséquent l'Égypte perd son initiative face à Israël quand elle lance ses attaques infructueuses vers l'est le 14 octobre.

### L'après Badr
L'Égypte se décide à lancer des attaques vers l'est, le 14 octobre, dans le but d'attirer les forces israéliennes et permettre de diminuer la pression sur le front syrien. Mais ces attaques se heurtent aux troupes israéliennes qui, après être restées sur la défensive changent de tactique à partir du 15 octobre, et contre-attaquent. Une division commandée par Ariel Sharon attaque la ligne égyptienne et crée une faille qui lui permet d'atteindre le canal de Suez. Ses troupes finissent par traverser le canal. Une fois les batteries anti-aériennes neutralisées, les blindés bénéficient à nouveau du soutien de l'aviation et Israël reprend l'avantage. La division d'Adan met en place un pont flottant dans la nuit du 16 au 17 octobre, et traverse vers le sud afin de couper la route à la Troisième Armée égyptienne qui tente alors de se replier à l'ouest.
Le Conseil de sécurité des Nations unies adopte le 22 octobre 1973 la Résolution 338 (1973), qui appelle toutes les parties au conflit à un cessez-le-feu immédiat. Les soviétiques accusent les Israéliens de non-respect de cette résolution à la suite de leur avancée en territoire égyptien et à l'encerclement de la Troisième Armée et menacent d'intervenir à leur tour. De leur côté les Syriens sont repoussés de leurs positions dans le Golan, et les israéliens se rapprochent de Damas.
Les pressions soviétiques et américaines amènent les deux parties belligérantes du front sud à entamer des discussions. Les combats prennent fin sur tous les fronts (nord et sud) aux alentours du 26 octobre.
Des négociations débutent le 28 octobre entre Israéliens et Égyptiens, au cours desquelles les parties s'accordent sur l'échange des prisonniers de guerre et des checkpoints israéliens. Un accord de paix est trouvé au sommet de Genève qui s'ensuit. Le 18 janvier 1974, Israël signe un accord de retrait de la partie ouest du canal de Suez et retire ses troupes le 5 mars.

## Conséquences et impact politique

### Côté israélien
Peu après la guerre, beaucoup d’Israéliens demandent qu’une enquête impartiale soit menée sur ce qui est connu sous le nom de « mahdal » (« la gaffe »), avec une analyse des responsabilités des lacunes du gouvernement et de l’armée, et en particulier une explication sur le manque de préparation face à l’attaque et ses ramifications. D’abord réticente, Golda Meir donne finalement son accord pour la formation de la Commission Agranat pour la fin du mois de novembre 1973. Les vétérans de la guerre et l’opinion publique s’en prennent à Meir et à Dayan tandis que les généraux israéliens se critiquent les uns les autres.

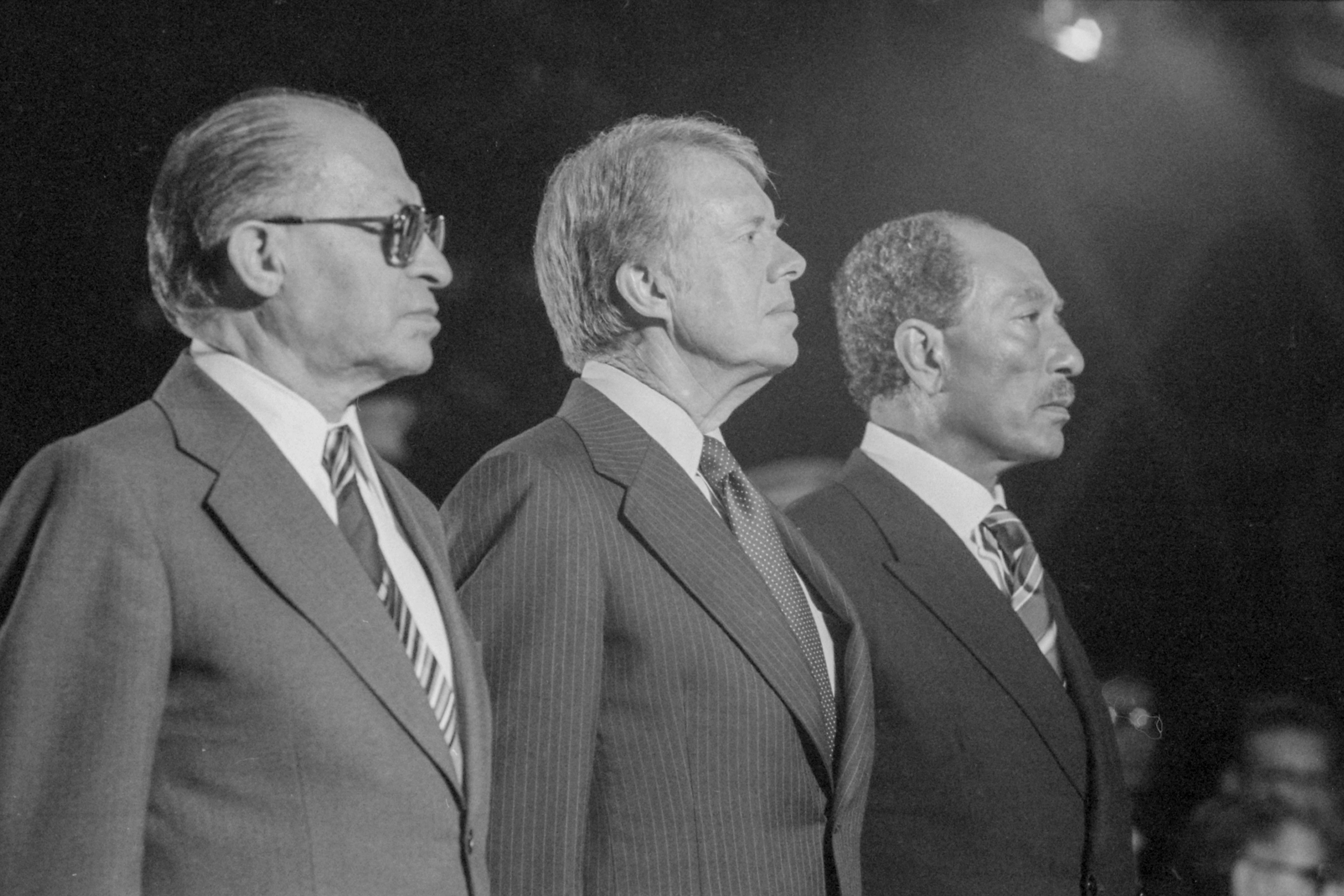
Begin, Carter et El-Sadate à Camp David.

Alors que Meir et le Parti travailliste israélien gagnent les élections fin décembre, la publication des conclusions de la Commission Agranat en avril 1974 et son impuissance à accuser les dirigeants politiques de la nation de manquement, tout en recommandant la démission de plusieurs officiers supérieurs, conduit à une indignation publique généralisée. Meir démissionne en réponse aux critiques, mais Dayan reste inébranlable. Finalement, les élections de 1977 voient la fin du règne du Parti travailliste sur la politique israélienne avec la victoire de Menahem Begin et du parti du Likoud.
La guerre de 1973 a convaincu les Israéliens de la nécessité de négocier avec les Arabes. Cette volonté sans précédent, additionnée aux initiatives diplomatiques de Sadate et aux intercessions des États-Unis, rend possible une longue série de discussions entre les deux pays. Les négociations aboutissent finalement aux accords de Camp David en 1978, et au traité de paix entre l'Égypte et Israël en 1979. Ainsi, sans avoir recours à une autre guerre importante, Sadate a été capable de récupérer le Sinaï par des moyens diplomatiques.

### Côté arabe
Le sentiment général qui prédomine dans le monde arabe, et notamment en Égypte, est celui d'une grande victoire. Les Égyptiens sont de nouveau présents dans le Sinaï, après en avoir été chassés en 1967. Anouar el-Sadate tire profit de cette situation et devient, à la suite de son rapprochement avec les Américains à la fin de la guerre du Kippour, un interlocuteur privilégié dans la région. Les Soviétiques perdent du coup un de leurs alliés et la Syrie reste le dernier pays de la zone à leur être encore favorable. Cette dernière peut donc négocier avec Moscou en position de force.
Le monde arabe sort grandi de cette guerre car il a prouvé, grâce au soutien militaire d'une dizaine de pays de la région dont l'Algérie, l'Irak ou la Jordanie pour ne citer qu'eux, qu'il pouvait compter sur ses différents membres dans les moments difficiles. Le pétrole, utilisé comme une arme, lui a aussi permis de donner une tribune internationale à ce conflit en obligeant les superpuissances américaines et soviétiques à intervenir.